# Naumburger Dom

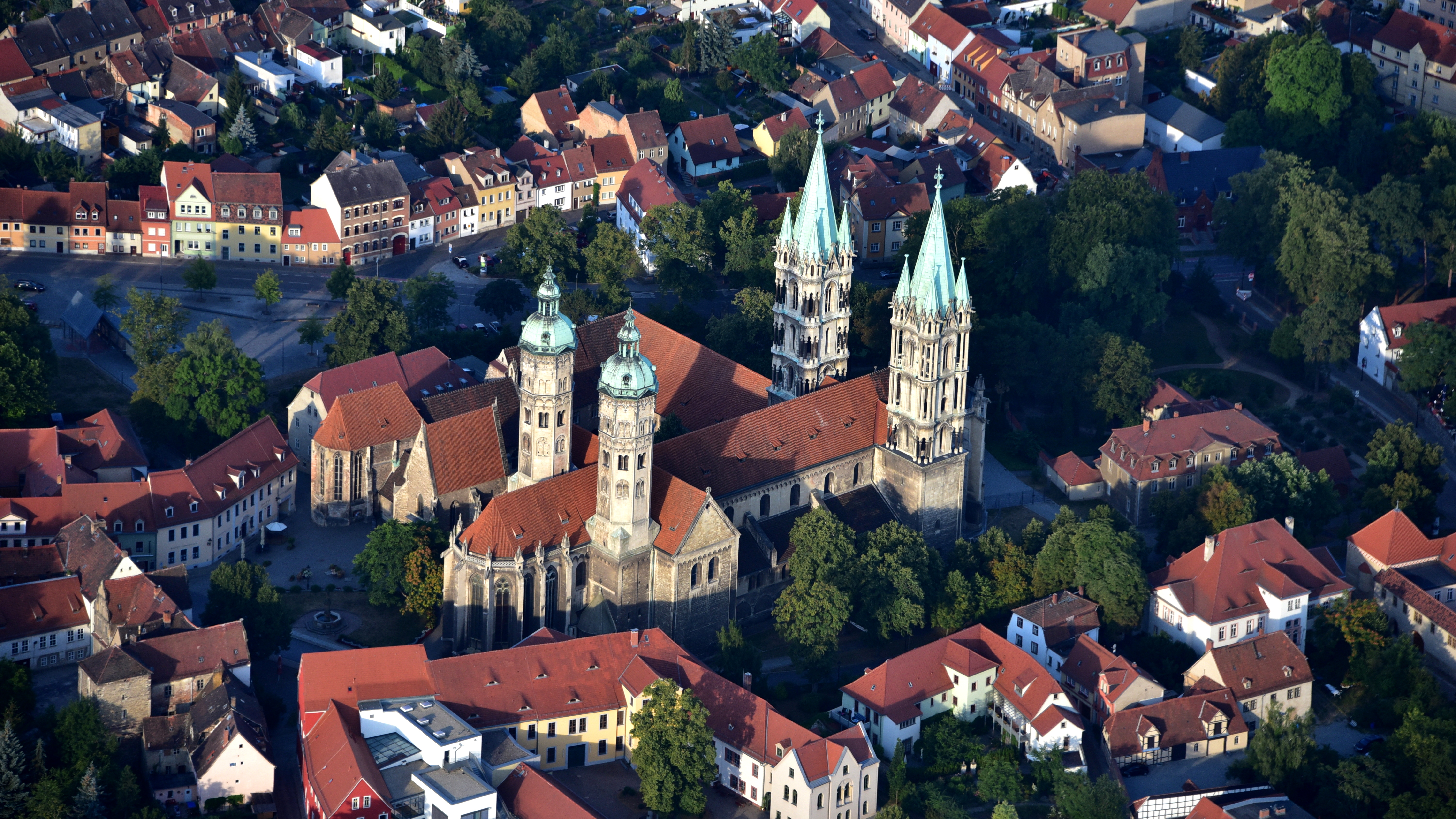
Naumburger Dom, Luftaufnahme (2018)

Der heute evangelische Naumburger Dom St. Peter und Paul in Naumburg (Saale) ist die ehemalige Kathedrale des Bistums Naumburg und stammt größtenteils aus der ersten Hälfte des 13. Jahrhunderts. Er gehört zu den bedeutendsten Bauwerken der Spätromanik in Sachsen-Anhalt, ist eine Station an der Straße der Romanik und seit 2018 UNESCO-Weltkulturerbe.
Der Naumburger Dom ist eine Doppelchoranlage – d. h. mit je einem Chor an beiden Schmalseiten. Der berühmte Westchor entstand in der zweiten Hälfte des 13. Jahrhunderts und ist mit dem West-Lettner und den Stifterfiguren aus der Werkstatt des Naumburger Meisters eines der wichtigsten Bauwerke der Frühgotik.
Nach der Reformation wurde 1542 mit Nikolaus von Amsdorf zum ersten Mal im Reich ein evangelischer Bischof eingesetzt. Nach dem Tod des letzten Bischofs Julius von Pflug 1564 wurde das Bistum aufgelöst und fiel an Kursachsen, die Kirche verlor ihre Funktion als Bischofssitz. Sie blieb jedoch die Kirche der evangelischen Domgemeinde. Heute wird der Dom von einer Stiftung verwaltet – den Vereinigten Domstiftern von Merseburg, Naumburg und des Kollegiatstifts Zeitz.
Dombaumeisterin ist Regine Hartkopf.

## Burg Naumburg
In der Zeit um 1000 errichtete Ekkehard I. († 1002), Markgraf von Meißen und wohl mächtigster Mann an der Ostgrenze des Deutschen Reiches, auf einer rund 25 m hohen Erhebung am rechten Ufer der Saale nahe der Unstrutmündung seinen neuen Stammsitz, der entsprechend neweburg oder Nuwenburg und später Naumburg genannt wurde. Die günstige Lage an der Kreuzung mehrerer Handelsstraßen war wohl ausschlaggebend für die Wahl dieses Platzes.
Ekkehards Söhne Hermann und Ekkehard II. gründeten kurz darauf im westlichen Teil des Vorburggeländes eine kleine, der Hl. Maria geweihte Stiftskirche, die zum Jahr 1021 in der Merseburger Bischofschronik als praepositura noviter fundata erwähnt wird. 1028 verlegte Kaiser Konrad II. auf Drängen der beiden Brüder den Bischofssitz Zeitz nach Naumburg. Die Verlegung wurde von Papst Johannes XIX. im Dezember 1028 genehmigt. Als Grund wird die Unsicherheit des Ortes Zeitz genannt. In Zeitz blieb ein Kollegiatstift bestehen.

## Baugeschichte der Kirche St. Peter und Paul

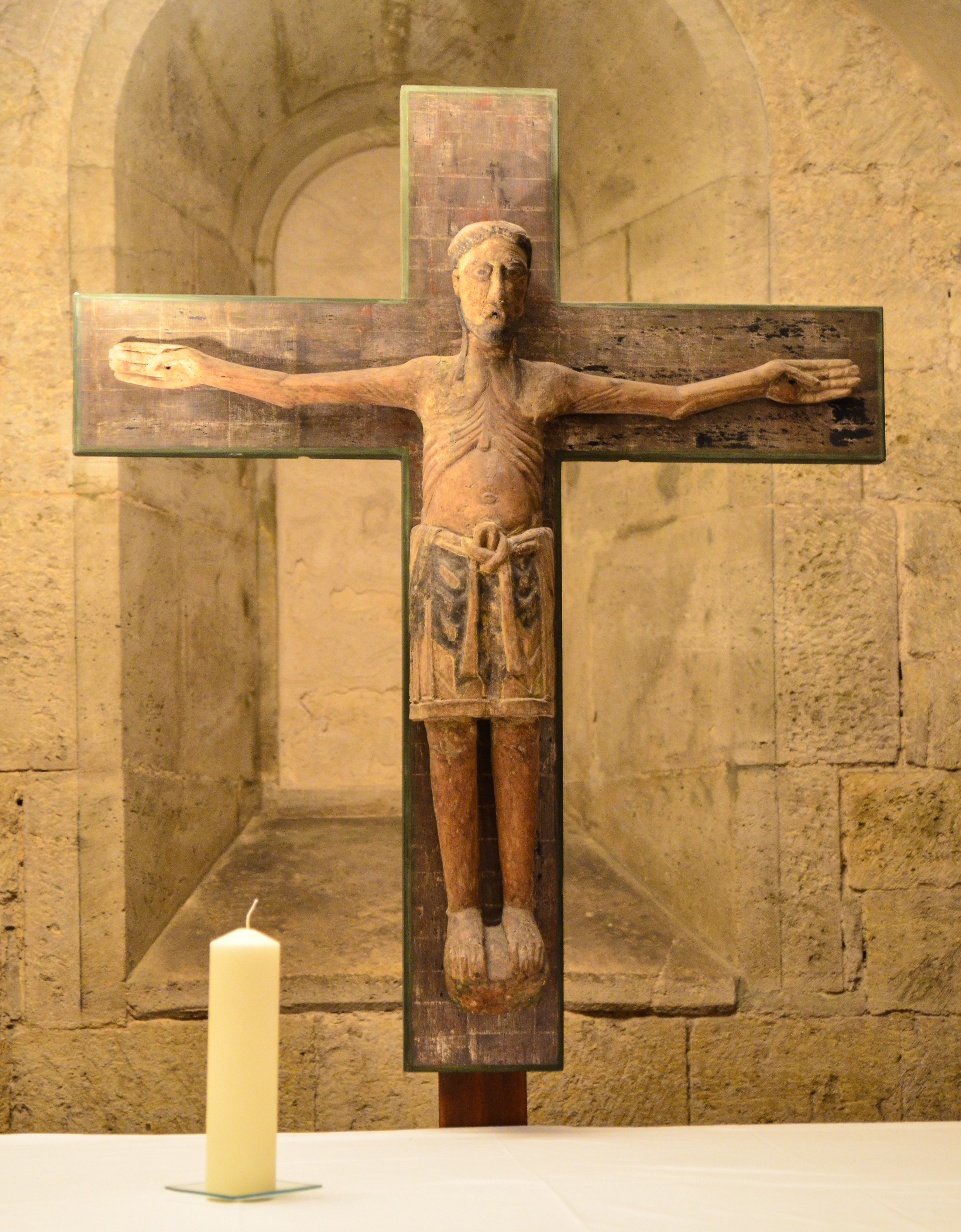
Kruzifix in der Krypta

### Frühromanischer Kirchenbau
Bald nach der Genehmigung der Verlegung des Bischofssitzes von Zeitz nach Naumburg, wohl im Frühjahr 1029, wurde unmittelbar östlich der Stiftskirche mit dem Bau der ersten frühromanischen Naumburger Kathedrale begonnen. Sie wurde in der Amtszeit des Merseburger Bischofs Hunold, der zwischen 1036 und 1050 regierte, vor dem Jahr 1044 geweiht. Das Patrozinium Peter und Paul wurde von der Zeitzer Kirche übernommen.
Bei Ausgrabungen wurden die Fundamente des ersten Domes unter dem heutigen Dom gefunden. Die erste Naumburger Kathedrale war eine dreischiffige, kreuzförmige Basilika, die kleiner als der heutige Dom war. Ihr Chor reichte nicht ganz bis an das Ostende des spätromanischen Chorquadrats. Die Seitenwände endeten westlich in wenig vortretenden quadratischen Türmen, deren Fundamente etwa 7 m östlich des frühgotischen Westlettners liegen. Zwischen den Türmen befand sich ein kleiner, apsidial geschlossener Chor mit einer darunter liegenden Krypta. Die Türme waren durch eine gerade Westwand verbunden, so dass die Chorapsis von außen nicht sichtbar war. Das Hauptportal befand sich sehr wahrscheinlich schon damals in der südlichen Stirnwand des Querhauses. Um 1160/70 erhielt der frühromanische Dom eine Hallenkrypta. Diese Krypta wurde in den ab etwa 1210 entstehenden Domneubau übernommen.
An der Stelle des heutigen Westchores erhob sich nach einer These von Ernst Schubert ursprünglich die Kirche des Kollegiatstifts St. Marien als Stiftskirche der ekkehardinischen Burg, deren Mauerreste in den Westtürmen erhalten geblieben seien. Die Annahme der Existenz eines solchen Marienstiftes ab 1021 wurde jedoch aus Mangel an Quellen später zurückgewiesen.

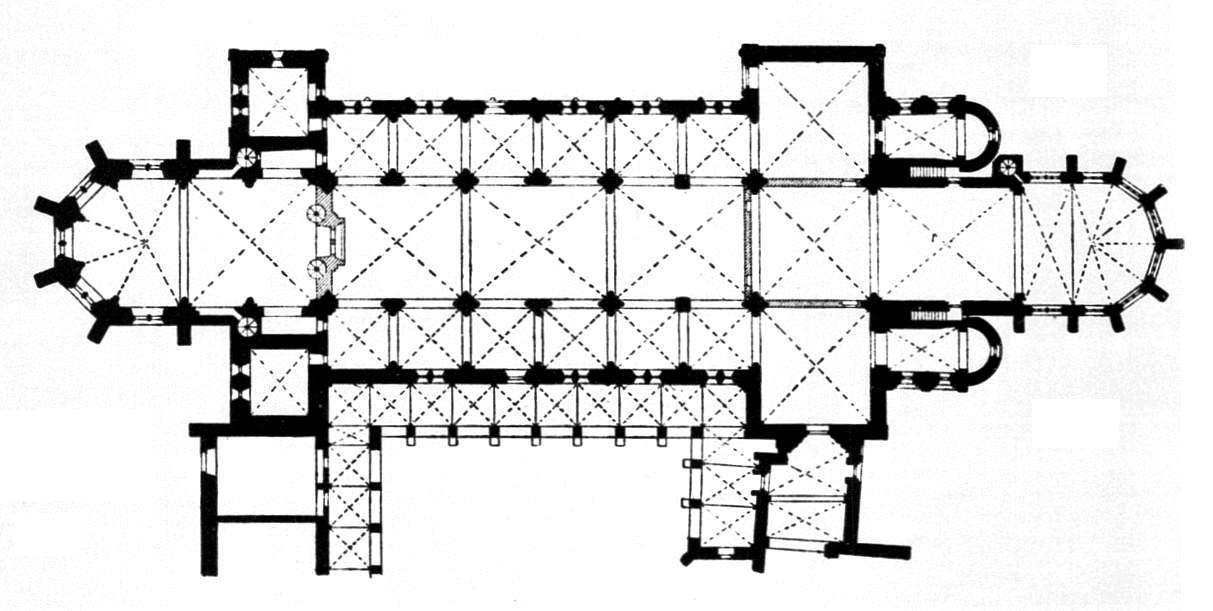
Grundriss, links der Westchor, rechts der Ostchor, unten ein Teil des Kreuzgangs

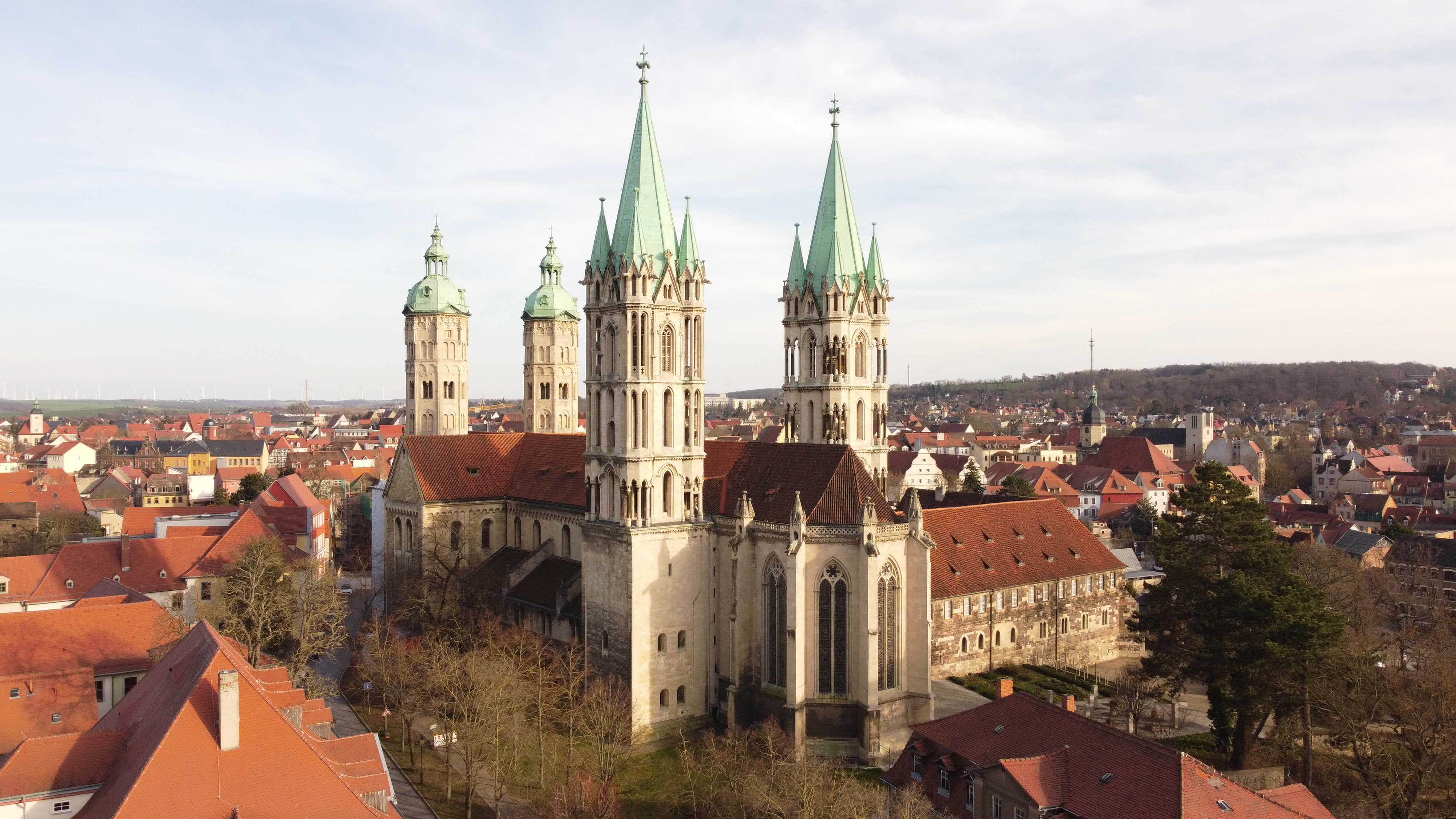
Nordwestansicht

### Spätromanischer Neubau
Unter Bischof Engelhard (1207–1242) wurde um 1210 ein spätromanischer Neubau begonnen. Der Neubau wurde im Langhaus begonnen, wahrscheinlich, weil die Ostteile des Domes im Zusammenhang mit dem Einbau der Krypta kurz zuvor aufwendig umgebaut worden waren. Der Neubau des Langhauses wurde jedoch bald aufgegeben. Stattdessen begann man mit der Errichtung der neuen Ostteile des Domes und führte den Neubau dann schrittweise nach Westen weiter. Der neue, bis heute bestehende Dom ist eine gewölbte Bündelpfeiler-Basilika mit Ostchor, Ostquerschiff und ausgeschiedener Vierung sowie einer dreiteiligen Krypta. Die Schlussweihe des Domes erfolgte einer Quelle des 18. Jahrhunderts zufolge am 29. Juni 1242.

### Bau des frühgotischen Westchores mit Arbeiten des Naumburger Meisters

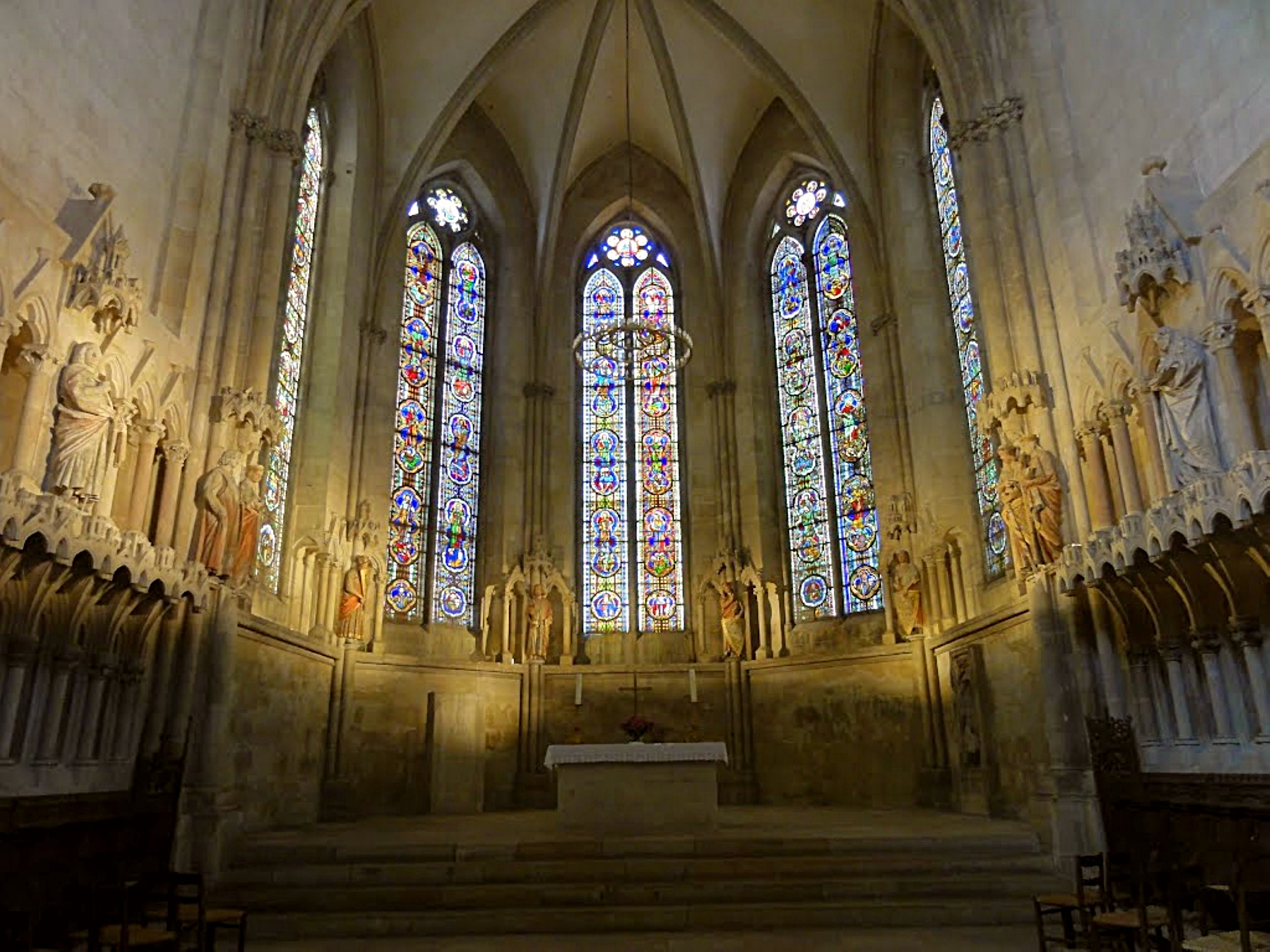
Buntglasfenster im Westchor

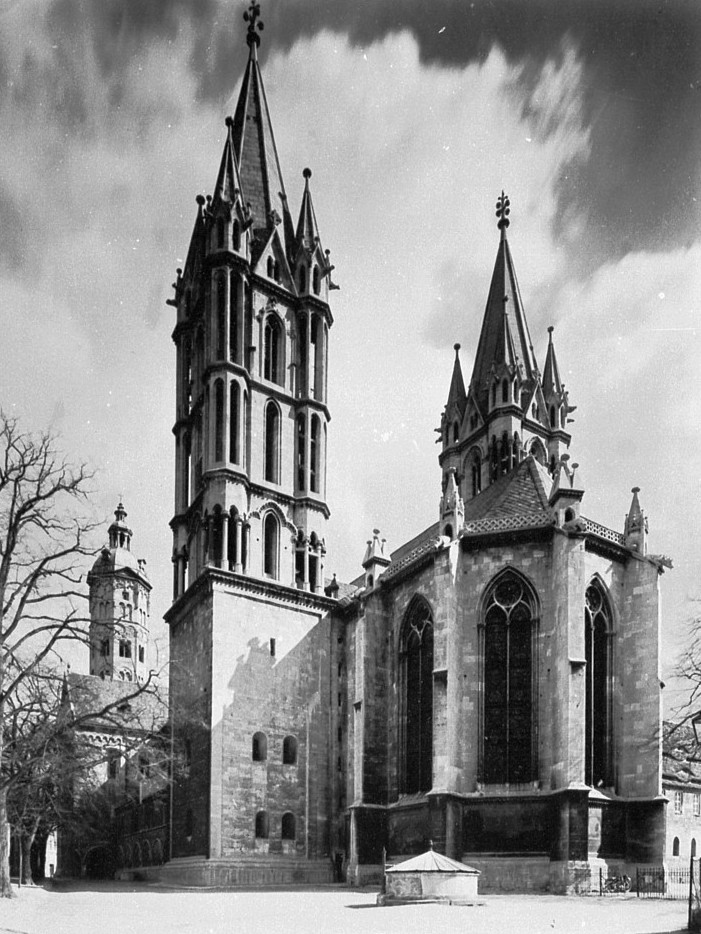
Westchor und -türme

Kapitell mit Weinblättern im Westchor

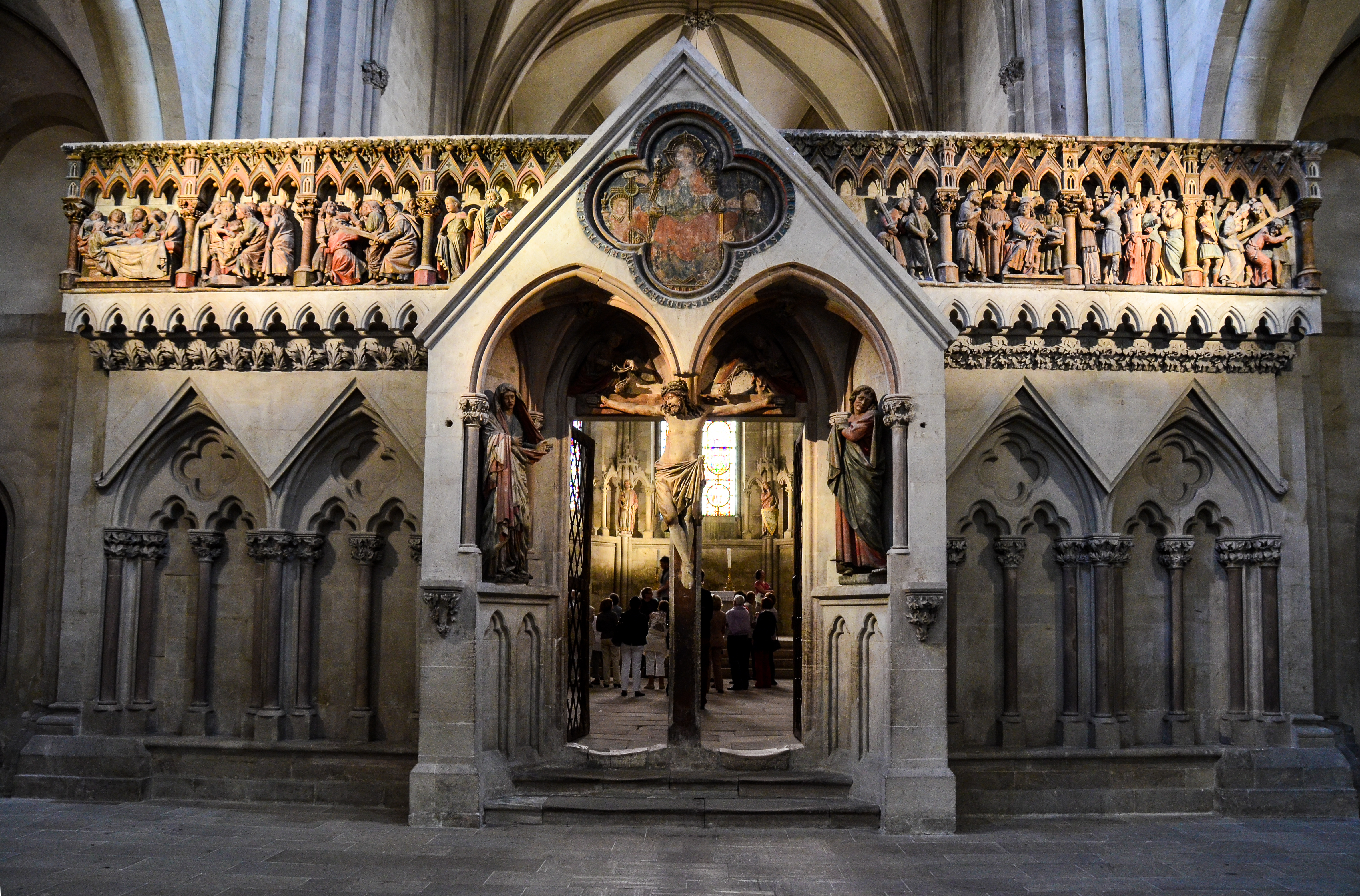
Lettner Westchor

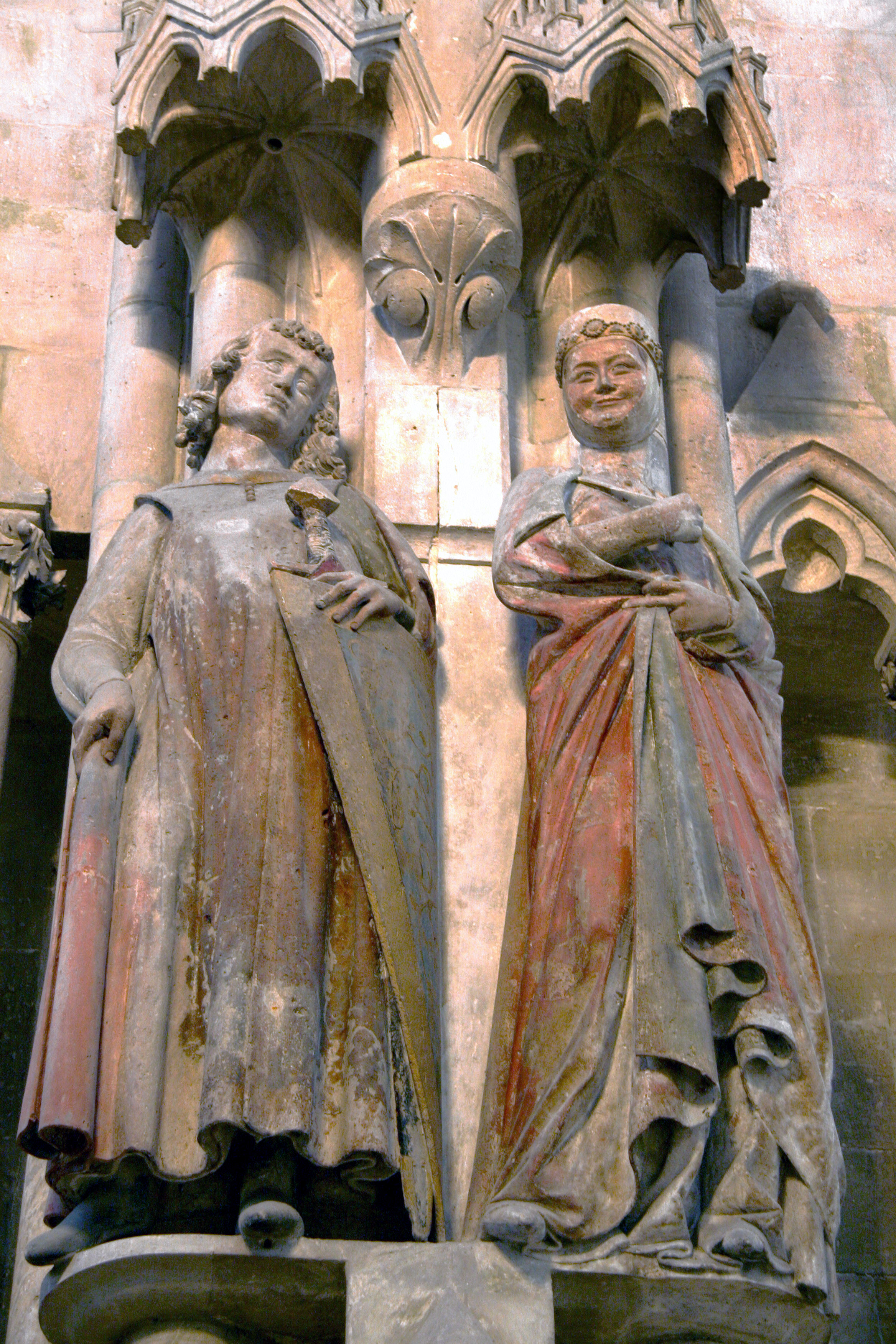
Stifterfiguren Hermann von Meißen und Reglindis

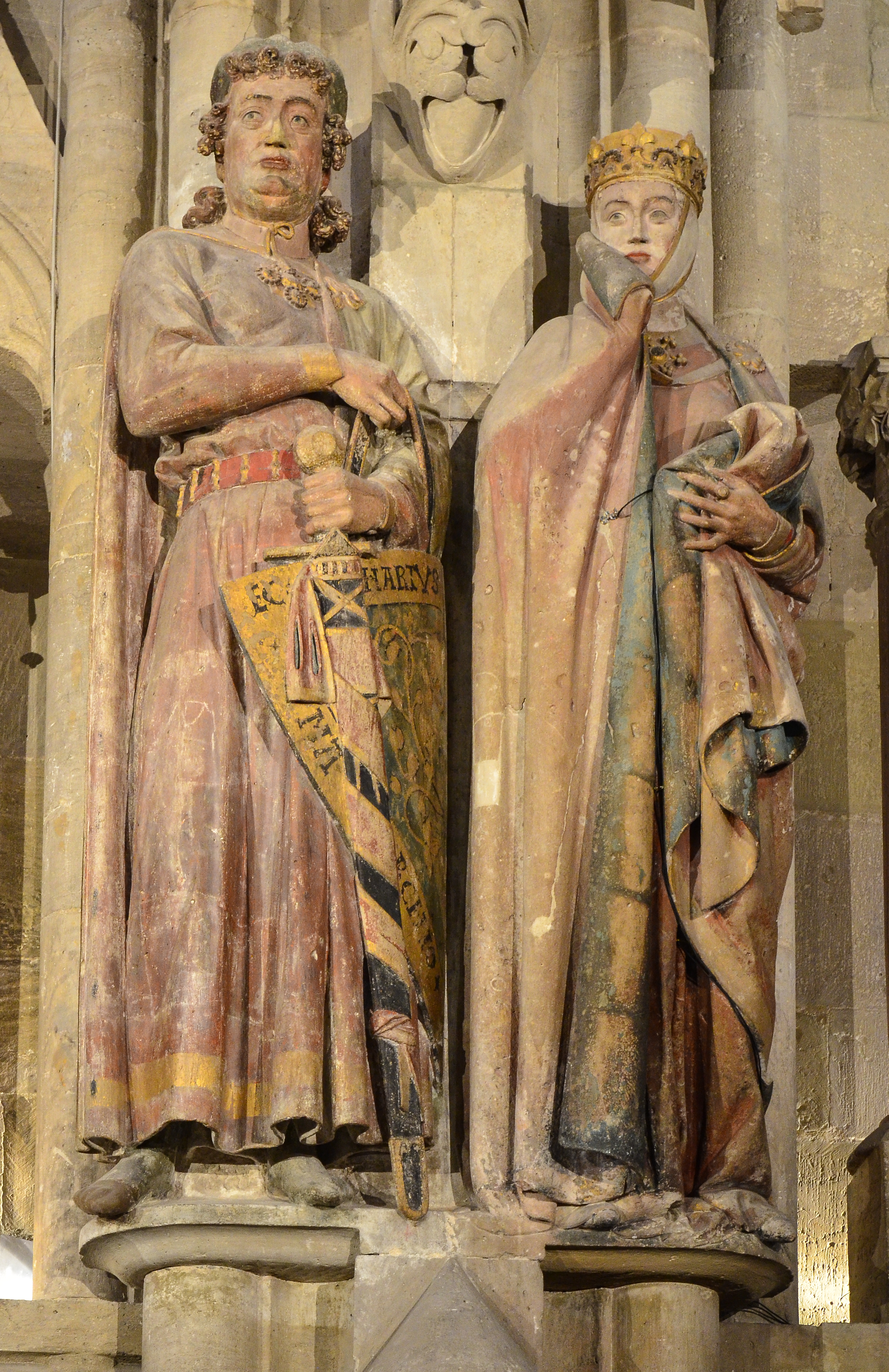
Stifterfiguren Ekkehard II. und Uta

Vermutlich auf Veranlassung des Wettiner Markgrafen Heinrich von Meißen begann um 1250 die Errichtung des frühgotischen Westchores, wobei einzelne Autoren einen Baubeginn bereits ab etwa 1245 für denkbar halten. Die These von Ernst Schubert, dass der Westchor eine frühromanische Burgstiftskirche unmittelbar westlich des Domes ersetzte, wurde kürzlich von Holger Kunde mit neu erschlossenen Belegen unwahrscheinlich gemacht.
Das Chorquadrat mit einem sechsteiligen Gewölbe ist im Westen durch ein 5/8-Polygon geschlossen. Der Bau war wahrscheinlich um 1260 beendet. Die Westchor-Werkstatt errichtete noch das erste frei stehende Geschoss des Nordwestturmes des Domes und zog dann weiter nach Meißen.
Vom Langhaus des Domes wird der Westchor durch den aufwendig gestalteten Lettner abgegrenzt. Er gehört mit seinen Passionsreliefs und der Kreuzigungsgruppe im Portal zu den Hauptwerken des Naumburger Meisters, der an den Neubauten der Kathedralen zu Noyon, Reims und Amiens mitgearbeitet hatte und danach vielleicht in Metz, sicher aber in Straßburg und in Mainz tätig war. Der Lettner diente zur Zeit seiner Errichtung der Abgrenzung der Kirchenherren von den übrigen Nutzern. Von großer kunst- und frömmigkeitsgeschichtlicher Bedeutung ist die Kreuzigungsgruppe am Portal. Die feingearbeiteten, naturnahen Kapitelle des Westlettners in den Blendarkaden und an der Rückwand des Chorgestühls (Dorsale) erlauben sogar eine botanische Bestimmung der verschiedenen dargestellten Pflanzen.
Die zur Zeit seiner Errichtung amtierenden Landesherren und Stifter sind in den Arkadenfries im Innern des Westchors eingebunden. Es sind die Brüder Ekkehard II. (Schildumschrift: „ECHARTVS MARCHIO“) und Hermann, Markgrafen von Meißen, und ihre Ehefrauen, die in der Kunstgeschichte weltberühmte Uta und Reglindis. Die Stifterfiguren vermitteln durch ihre Haltung und Gestik zwischen den Säulen und dem Innenraum.
Der Naumburger Meister war nicht nur der Architekt des Westchores, sondern wahrscheinlich auch der leitende Bildhauer: Er dürfte die Stifterfiguren aus Grillenburger Sandstein entworfen und an einigen selbst mitgearbeitet haben.
Dargestellt sind unter anderen an hervorgehobener Position die rund 200 Jahre vor der Errichtung des Westchores verstorbenen Erststifter der Naumburger Domkirche. Sie waren im Vorgängerbau des heutigen Domes und in der unmittelbar benachbarten frühromanischen Stiftskirche bestattet worden.
Der Naumburger Bischof Dietrich II. von Meißen führt 1249 in einem Briefe elf Namen der Gründer der Domkirche aus drei Generationen auf: „Hermannus marchio, Regelyndis marchionissa, Eckehardus marchio, Uta marchionissa, Syzzo comes, Conradus comes, Wilhelmus comes, Gepa comitissa, Berchta comitissa, Theodoricus comes, Gerburch comitissa“. In den Naumburger Mortuologien werden noch drei weitere Stifter genannt: „Timo von Kistritz/Köstritz, Graf Dietmar und Gräfin Adelheid“. Nach bisher vorherrschender Meinung wurden von den zwölf Stifterfiguren Hermann und Ekkehard II. der Familie der Ekkehardiner und alle übrigen der Familie der Wettiner zugeordnet. Auf der Nordseite: Dietrich Graf von Brehna, Gepa (oder Adelheid, Äbtissin von Gernrode), Markgraf Ekkehard II. und Uta; auf der Südseite: Gerburg (oder Berchta), Konrad Graf von Landsberg (Kopf und rechter Arm im 19. Jahrhundert ergänzt), Markgraf Hermann und Reglindis; im Chorhaupt: Graf Dietmar (Schildumschrift: „DITMARVS COMES OCCISVS“ für Graf Dietrich, der erschlagen wurde), Sizzo Graf von Kevernburg (die Schildumschrift „SYZZO COMES DO“ kann man mit Syzzo, Graf von Thüringen oder mit Graf Syzzo, der Stifter übersetzen), Wilhelm Graf von Camburg (Schildumschrift: „WILHELMVS COMES VNVS FVNDATORVM“) und Timo Graf von Kistritz (Schildumschrift: „TIMO DE KISTERICZ QVI DEDIT ECCLESIE SEPTEM VILLA“).
Es sind acht Männer und vier Frauen des deutschen Hochadels, Stifter des ersten Domes und verwandt mit dem Bauherrn Bischof Dietrich II. Die Besonderheit der Stifterfiguren liegt in ihrer wirklichkeitsnahen Darstellung der Kleider aus Loden und Leder und der Waffen.
Die einzigartige Darstellung von Laien an einem Platz, der sonst nur Heiligen vorbehalten war, könnte mit ihren hohen Verdiensten für den Dom erklärt werden. Die Standbilder im Naumburger Westchor ersetzten Stiftergrabmäler, die im Zuge des spätromanischen Domneubaus aufgegeben werden mussten. So wäre für die Fortführung der Memorialdienste für die Stifter des Domes und der ekkehardingischen Stiftskirche gesorgt gewesen. Heinz Wießner schreibt die Entstehung der Stifterfiguren Markgraf Heinrich zu, die er als künstlerische Demonstration seiner Schutzherrschaft über das Domstift schaffen ließ. Dies würde auch das Vorhandensein der Laienstatuen im Chorinneren einer Bischofskirche erklären. Die Fassung der Stifterfiguren erfolgte erst im 16. Jahrhundert.
Wolfgang Hartmann ordnet mehrere der dargestellten Personen dem mittelrheinisch-fränkischen Adelsgeschlecht der Reginbodonen und dessen näherer Verwandtschaft zu: Dietrich von Brehna (nach Hartmann: Ludwig der Springer), Gepa/Adelheid (nach Hartmann: Adelheid von Camburg, Gattin Graf Dietmars von Selbold-Gelnhausen); Gerburg (nach Hartmann: Adelheid, Gattin Ludwig des Springers); Dietmar (nach Hartmann identisch mit dem reginbodonischen Graf Dietmar von Selbold-Gelnhausen), Wilhelm von Camburg (ist nach Hartmann der Schwager Graf Dietmars von Selbold-Gelnhausen) und Timo von Kistritz (nach Hartmann: Sohn des Grafen Dietmar von Selbold-Gelnhausen). Aus der Ausrichtung mehrerer Bildnisse auf die Figur des Grafen Dietmar schließt Wolfgang Hartmann, dass im Westchor nicht nur an verdiente Stifterpersönlichkeiten erinnert wird, sondern vorrangig an ein mit dem Schicksal des Grafen Dietmar verknüpftes historisches Ereignis. Bisher wird angenommen, dass es sich bei Dietmar um den 1048 gefallenen sächsischen Grafen aus dem Hause Billung handelt. In Betracht kommt aber auch der 1034 ermordete sächsische Pfalzgraf Dietrich aus dem Hause Wettin, der mit der Tochter von Ekkehard I. verheiratet war. Hartmann meint hingegen, dass es sich bei dieser Zentralfigur des Stifterzyklus um den Grafen Dietmar von Selbold-Gelnhausen handelt. Dieser Graf sei in der reichspolitisch bedeutenden Schlacht am Welfesholz (11. Februar 1115) gefallen. Vor diesem politischen Hintergrund und der Lebensgeschichte des Grafen Dietmar ließe sich die Gestaltung der Stifterfiguren erklären. Für den Initiator und letztlich Hauptverantwortlichen für die Konzeption des Stifterzyklus hält Hartmann den Naumburger Domherrn und Magister Petrus, der als Mitglied der Familie derer von Camburg-Hain (Hainspitz) ein Nachkomme des Grafen Dietmar gewesen sei.
Zwei weitere Bildwerke aus der Werkstatt des Naumburger Meisters befinden sich im Hochchor: das Grabmal Bischof Dietrichs II. (früher meist als Grabmal Bischof Hildewards bezeichnet) und das lebensgroße Standbild eines Diakons mit Lesepult.

### Hochgotische Erweiterung des Ostchores

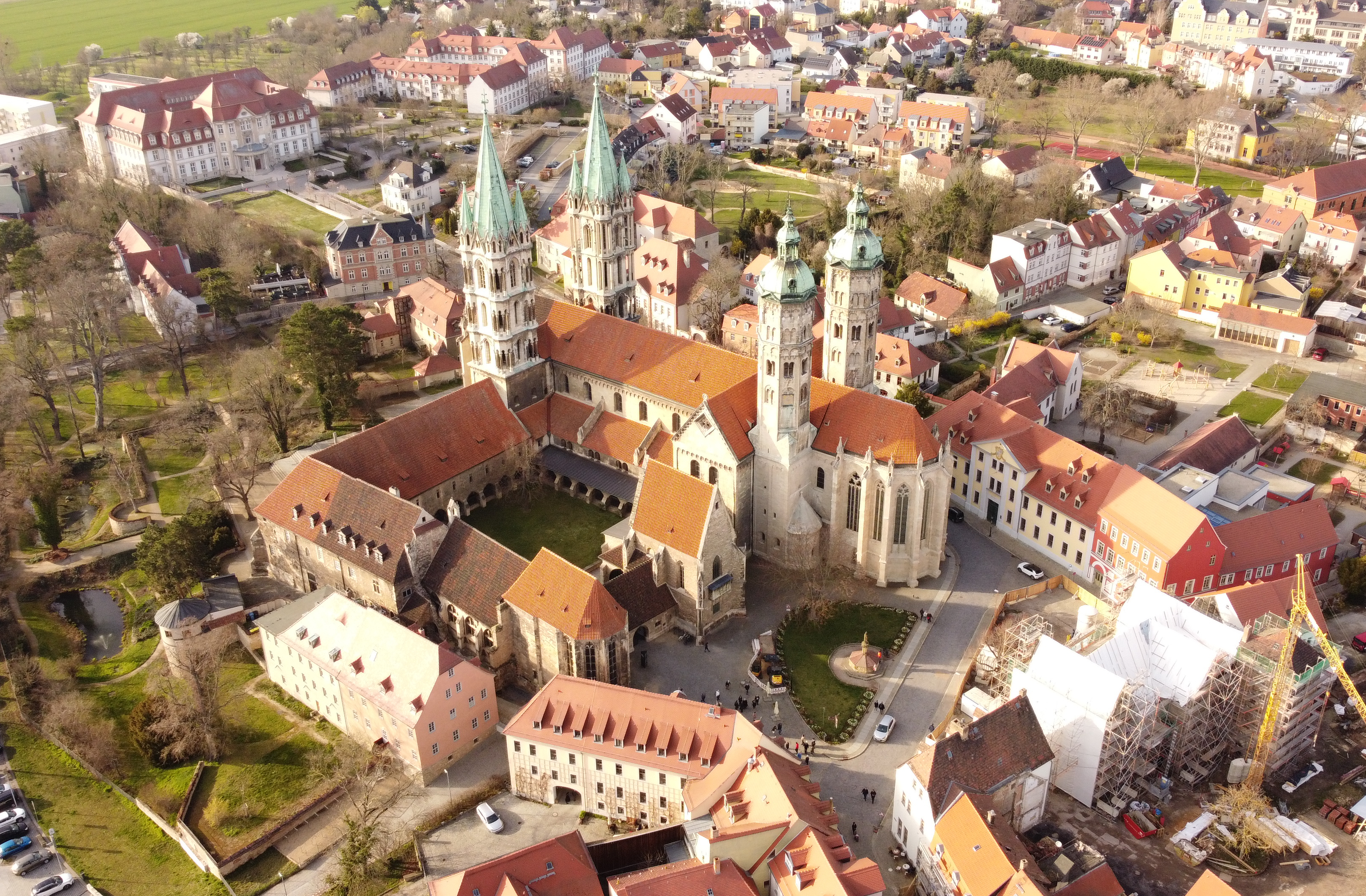
Gesamtansicht aus der Luft

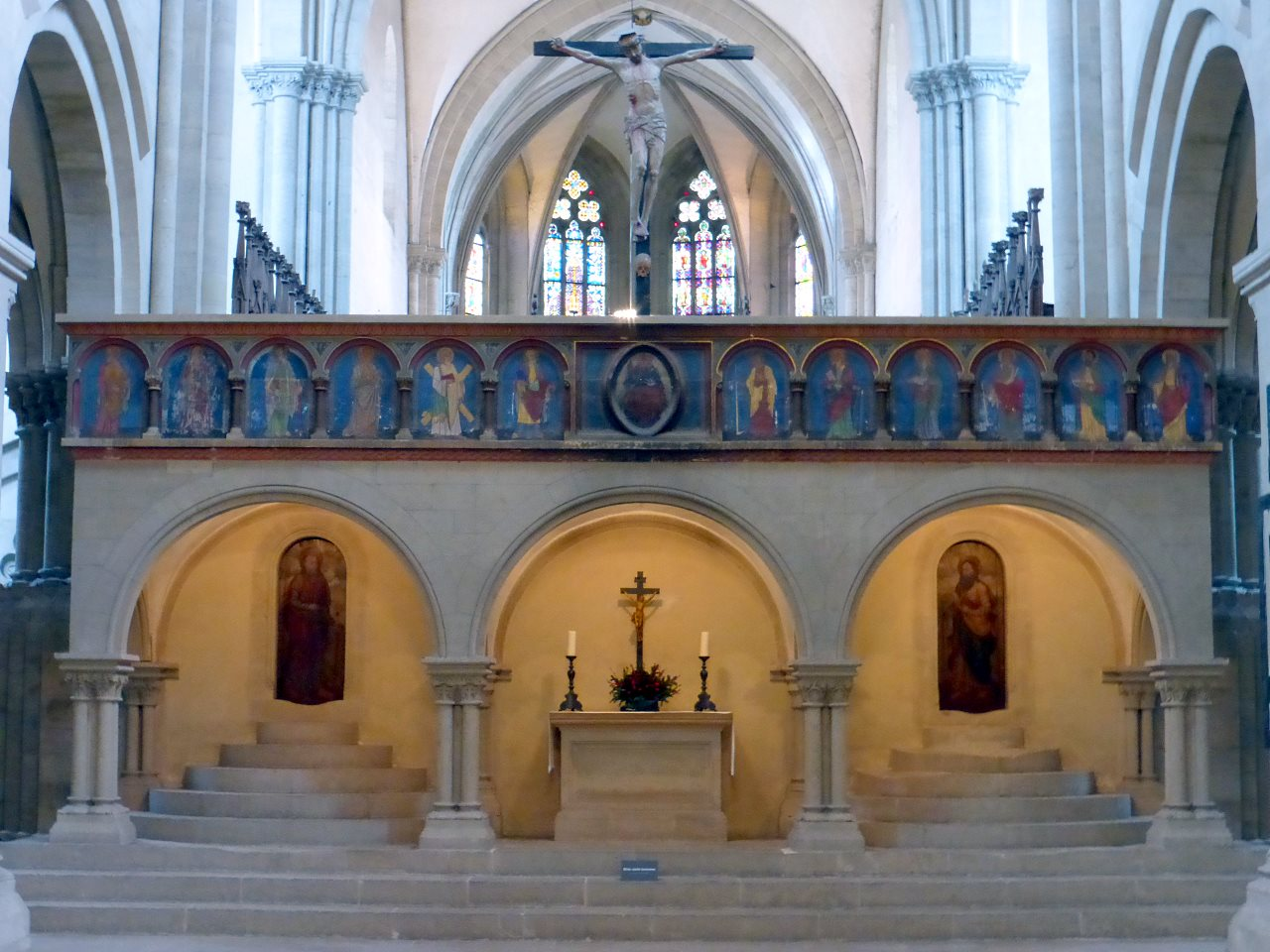
Ansicht des Ostchores vom Kirchenschiff aus

Um 1330 wurde die spätromanische Apsis durch ein hochgotisches, querrechteckiges Chorjoch mit 6/10-Schluss ersetzt. Auf den Strebepfeilern am Chorscheitel und südlich daneben wurden die seither mehrfach restaurierten bzw. erneuerten überlebensgroßen Figuren der Patrone des Domes aufgestellt. Von hohem künstlerischem Wert sind die Glasmalereien in den Fenstern, die zum Teil aus der Bauzeit des Chores stammen. Sie zeigen die klugen und törichten Jungfrauen, die Tugenden und Propheten, während die Passion, Marienszenen, Apostel und Propheten auf ebenfalls sehr qualitätsvollen Scheiben aus dem ersten Drittel des 15. Jahrhunderts dargestellt sind.

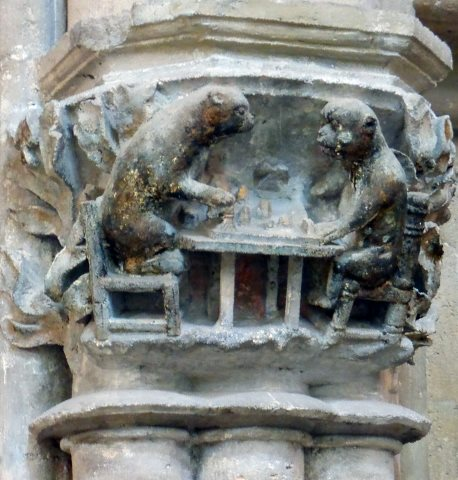
Zwei schachspielende Affen in einem Kapitell an der Nordseite des Ostchores

Eine Kuriosität ist die Darstellung zweier schachspielender Affen in einem Kapitell an der Nordwand des Ostchores.
Der Ost-Lettner ist das älteste erhaltene Beispiel eines Hallenlettners. Er wurde im Zuge des spätromanischen Domneubaus um 1230 errichtet. Im mittleren Joch der Lettnerhalle steht ein Altar aus dem 19. Jahrhundert, seitlich führen steile Treppen durch zwei kleine Pforten zum Chor hinauf.

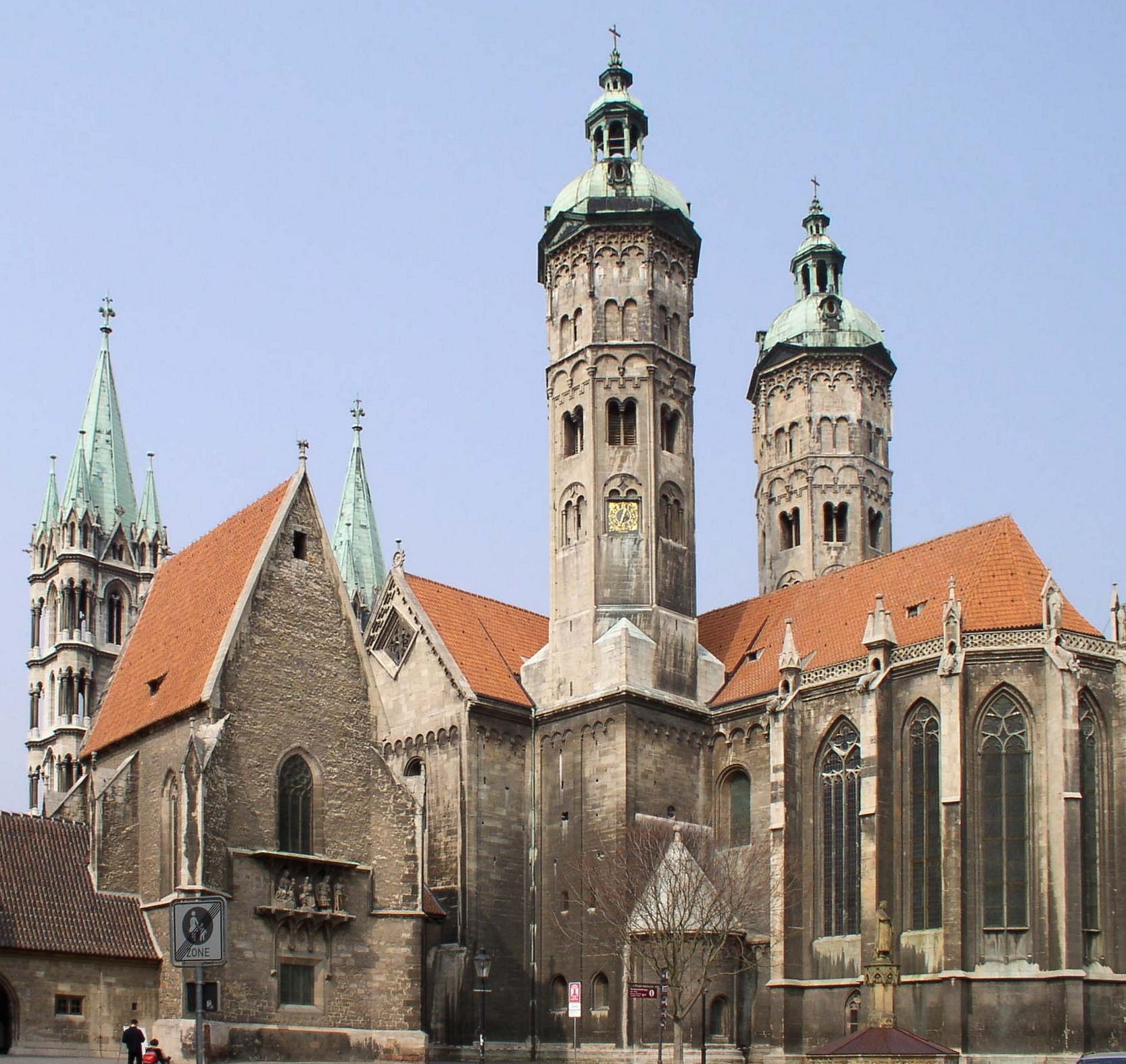
Ostchor mit den beiden Osttürmen von Südosten
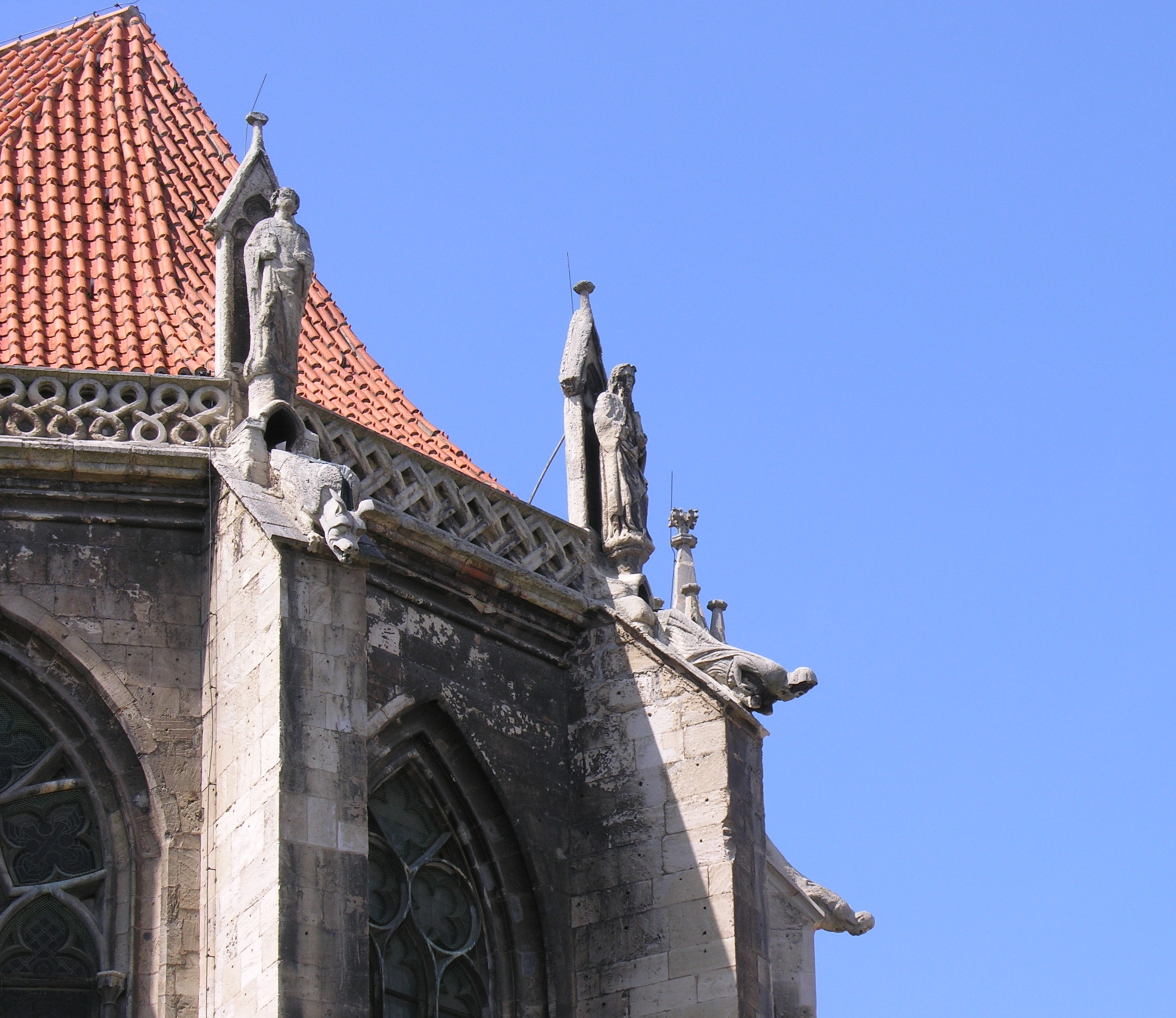
Naumburger Dom: Wasserspeier am Ostchor
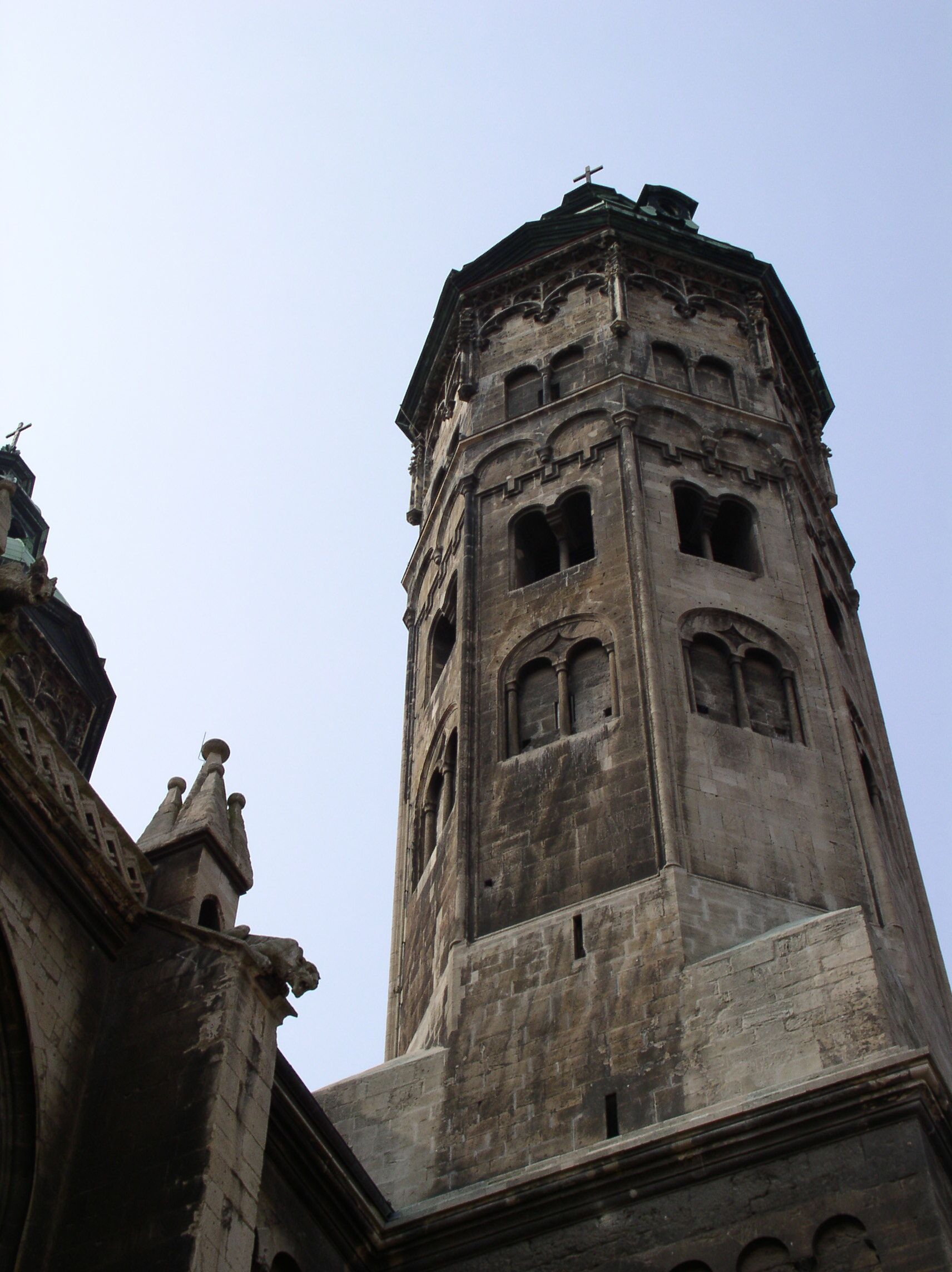
Der nördliche Ostturm mit Barockhaube

### Spätgotische Umbauten
Die oberen Geschosse des Nordwestturmes wurden im 14. und 15. Jahrhundert errichtet. Vermutlich nach einem Brand 1532 wurden die oberen Teile der Osttürme erneuert und mit spätgotischen Maßwerkformen verziert.

### Spätere Umbauten und Restaurierungen
Ein Brand beschädigte den Dom im Jahr 1532 schwer. Das Feuer zerstörte die Dächer, große Teile der Ausstattung und weite Flächen des Mauerwerks. Die Brandschäden wurden teilweise erst im 19. Jahrhundert endgültig beseitigt.
1711 und 1713 erhielten die Osttürme Barockhauben mit Laternen. Ursprünglich besaßen sie wohl achtseitige Zeltdächer wie die der benachbarten Freyburger Stadtkirche. Die reiche Barockausstattung aus den 1730er-Jahren wurde durch eine puristische Restaurierung von 1874 bis 1878 wieder beseitigt, mit der der Bauinspektor Johann Gottfried Werner beauftragt wurde, der bereits in den Jahren 1870 und 1871 die Bauschäden untersucht hatte, nachdem 1868 Bauteile herabgestürzt waren. Nach Werners Entwürfen wurde zudem im Jahr 1884 der Nordwestturm umgebaut, der dadurch seine Renaissance-Haube verlor und neugotische Obergeschosse erhielt. Analog dazu entstand in den Jahren von 1891 bis 1894 der Südwestturm nach Plänen Werners. Auch die Turmhelme stammen erst aus dem späten 19. Jahrhundert. Der Glasmaler Otto Linnemann schuf 1903 fünf Fenster und 1926 ein weiteres im Seitenschiff mit Wappendarstellungen. Unterlagen hierzu befinden sich im Linnemann-Archiv.
1936 bis 1940 wurde der Kreuzhof ohne begleitende archäologische Untersuchungen abgesenkt und ein Torgebäude zwischen Dreikönigskapelle und Marienkirche errichtet. Zwischen 1960 und 1968 wurde der Dom vollständig instand gesetzt. Dabei wurden umfangreiche Ausgrabungen vorgenommen. Nach 1989 wurden alle Dächer der Kirche und der Dreikönigskapelle neu gedeckt. Der heutige Dom hat eine Gesamtlänge von 95 Metern und eine Breite von 22,5 Metern.

## Kreuzgang mit den Klausurgebäuden

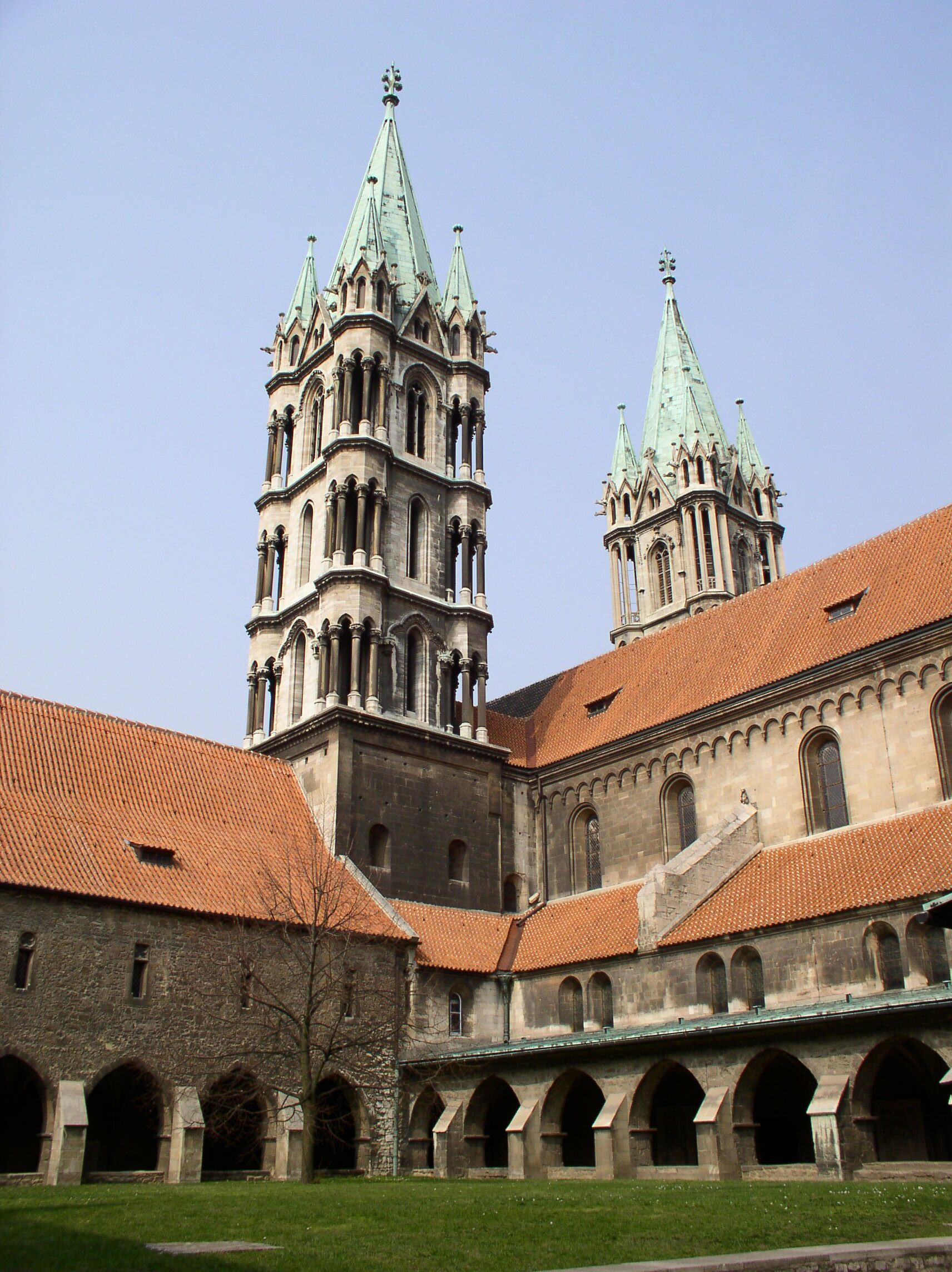
Naumburger Dom – Westtürme und Kreuzganghof

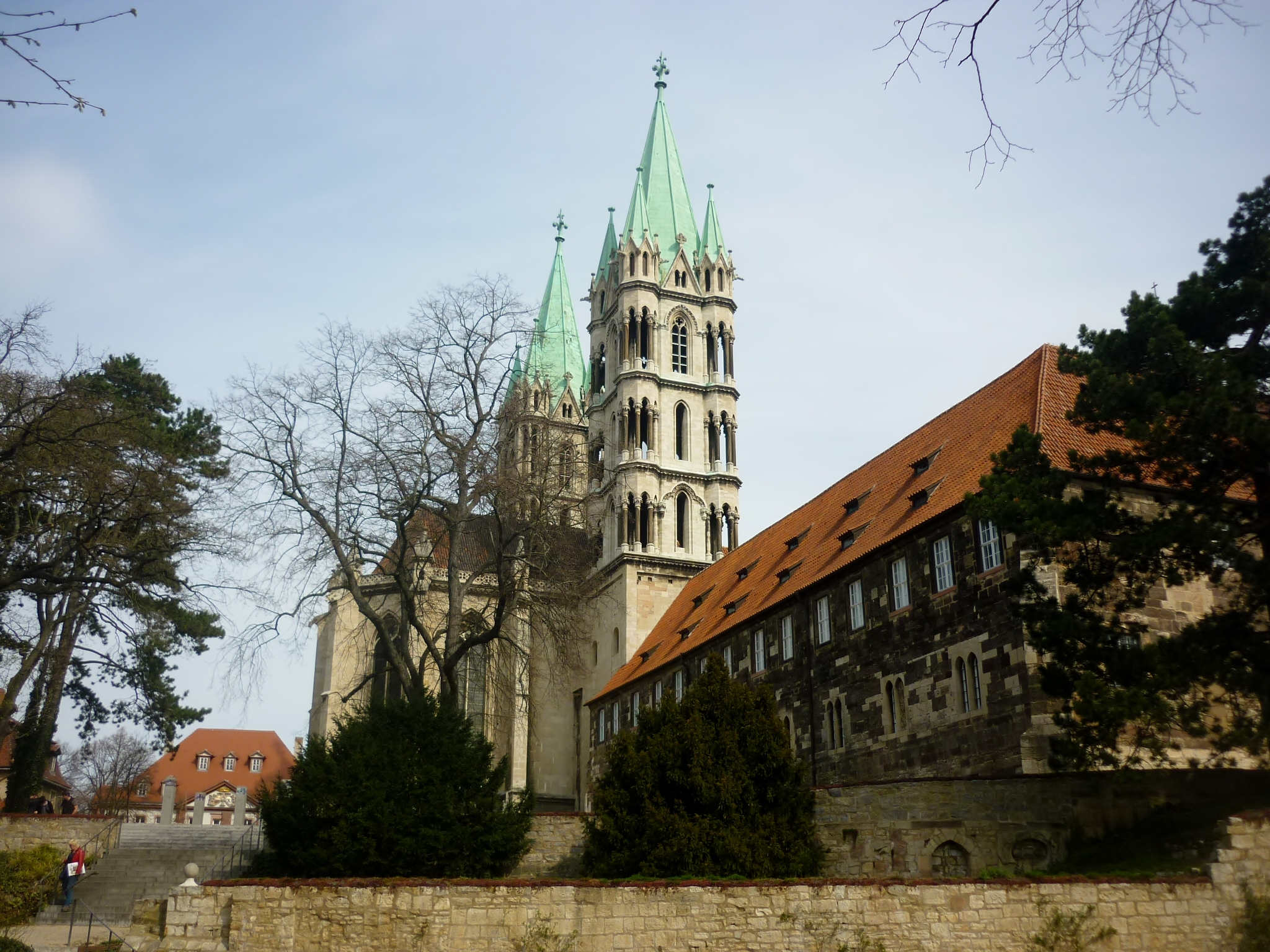
Westchor und Westtürme

### Reste der älteren Klausur auf der Nordseite

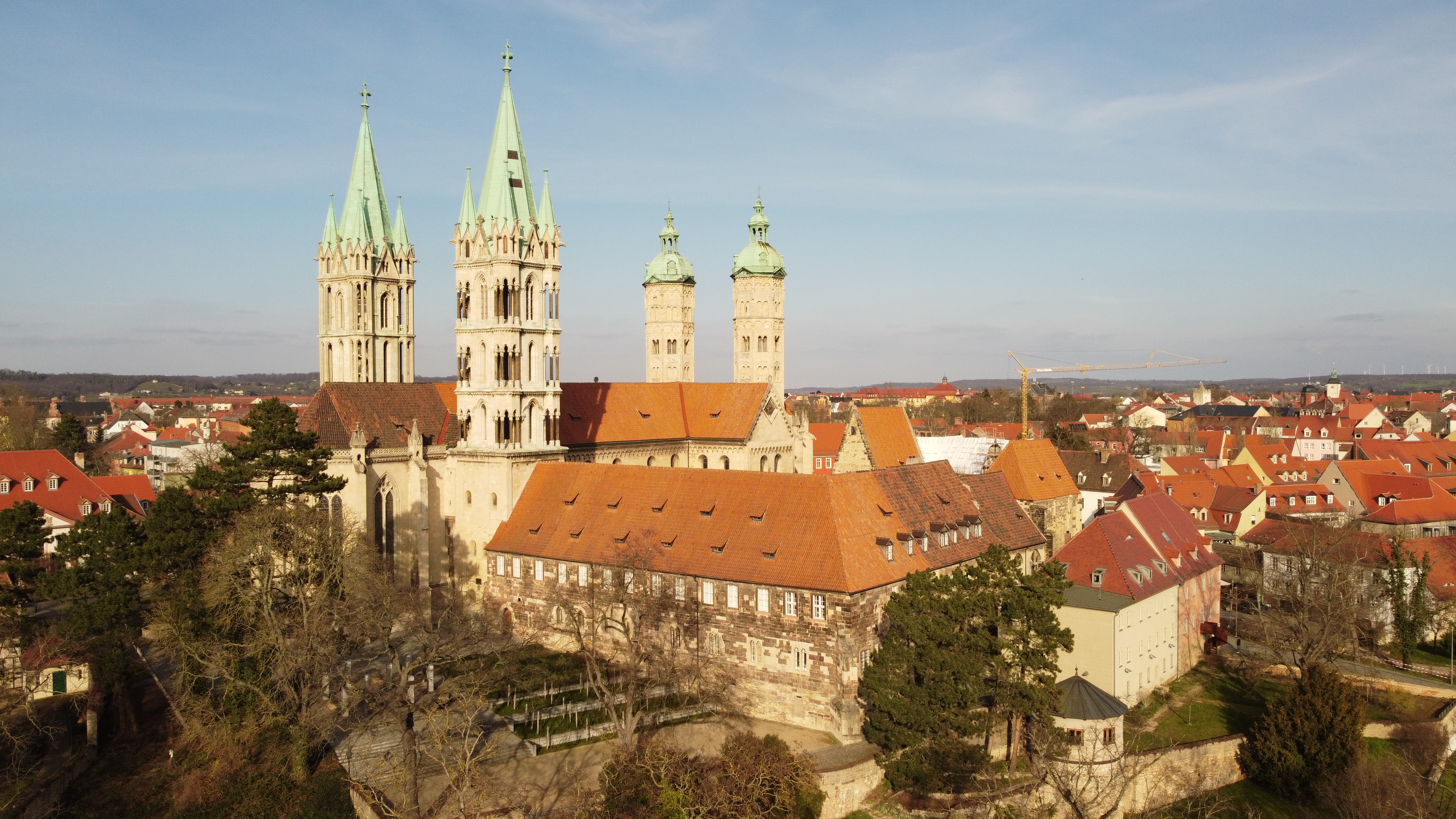
Blick aus Südwesten

Die älteren Klausurgebäude und der Kreuzgang lagen nördlich der Kirche. Teile des Osttraktes der Klausur des frühromanischen Doms konnten 1961–1965 ausgegraben werden. Die erhaltenen Gewölbeschildbögen und Rippenansätze an der Nordwand der Kirche und die Reste einer Kapelle, die in der ehemaligen Domherrenkurie Domplatz 3 verbaut ist, stammen von einem spätromanischen Neubau der Klausur, der zu unbekannter Zeit, vermutlich im 18. Jahrhundert, abgebrochen worden ist.

### Spätromanischer Kreuzgang auf der Südseite
An der Südseite des Domes befindet sich eine weitere, großenteils spätromanische Klausur. Da sie im Jahr 1244 nachweislich noch nicht vorhanden war, muss sie in der zweiten Hälfte der vierziger Jahre errichtet worden sein. Um 1270 wurde ein Kreuzrippengewölbe eingezogen. Während der Ost- und der Nordtrakt weitgehend in der spätromanischen Form erhalten blieben, sind im West- und Südtrakt nur noch Reste davon erhalten. Diese Flügel stammen weitgehend aus der Hoch- und Spätgotik und wurden im 19. Jahrhundert beträchtlich verändert.
Das ursprüngliche Vorhandensein von zwei Klausuren ist bemerkenswert und hängt mit den beiden an der Kirche bestehenden Stiften zusammen. Die nördliche Klausur diente wohl zunächst für die Kapitularen des Domes, dann für die der Marienstiftskirche, nachdem die südliche für die Geistlichen des Domes erbaut worden war.

### Spätromanische Vorhalle
Am südlichen Querschiffarm ist eine zweijochige, spätromanische Vorhalle angebaut. Diese war ursprünglich nicht vorgesehen. Die Brechung der Gewölberippen und der Ostwand sind zumindest teilweise durch das nachträgliche Einfügen in einen vorgegebenen Bauzusammenhang bedingt.

### Dreikönigskapelle
Die spätgotische Dreikönigskapelle an der Ostseite der Klausur wurde 1416 vollendet. Der Erbauer der Kapelle war der Bischof Gerhard II. von Goch (1409–1422). Bei dem Brand 1532 erlitt sie schweren Schaden und wurde danach zumindest im Untergeschoss für verschiedene profane Zwecke genutzt (Lagerraum, Untersuchungsgefängnis, Spritzenhaus usw.).
Den Ausgrabungen zufolge befand sich an dieser Stelle zuvor eine frühromanische Kapelle aus dem 11. Jahrhundert, von der einige Mauerreste der Nordwestecke erhalten sind. Sie war nur wenig kleiner und zweigeschossig. Der untere Raum hatte im Osten eine stark eingezogene, kleine Apsis und diente als Privatkapelle des Naumburger Bischofs.
Der spätgotische Neubau ist ebenfalls zweigeschossig und jeweils zweijochig. Die untere, später mehrfach veränderte Kapelle, hatte das Patrozinium des Hl. Nikolaus, die obere mit Sterngewölbe war wie vermutlich bereits im Vorgängerbau den Heiligen Drei Königen geweiht. Außen an der Ostwand steht eine Figurengruppe, die die Anbetung der Heiligen Drei Könige zeigt. In der Dreikönigskapelle wird der Christus-Zyklus aus der Kunstsammlung des Domherrn Immanuel Christian Leberecht von Ampach gezeigt, der von verschiedenen Künstlern aus dem Kreis der Nazarener nach seinen Vorgaben erstellt wurde.

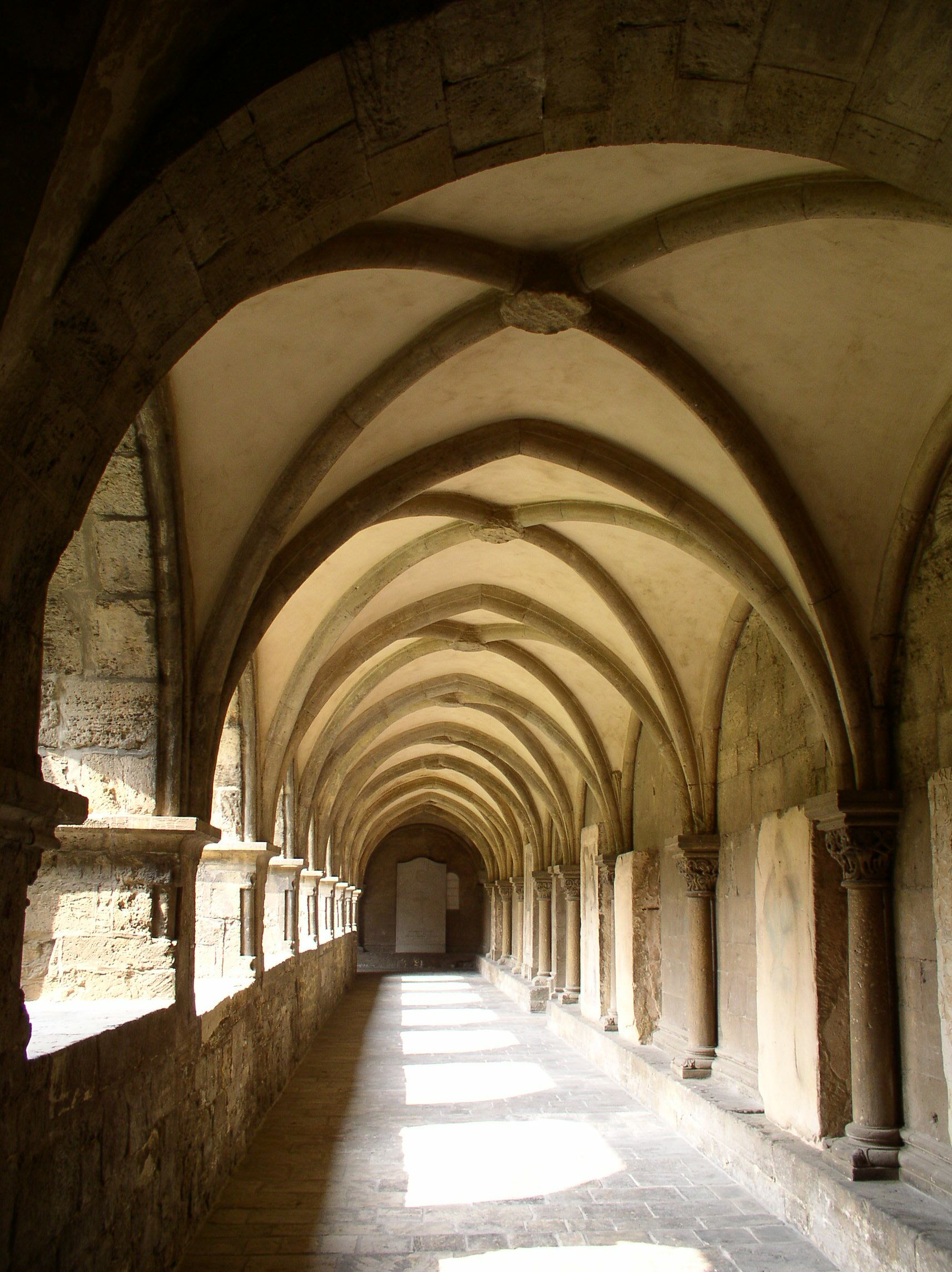
Kreuzgang
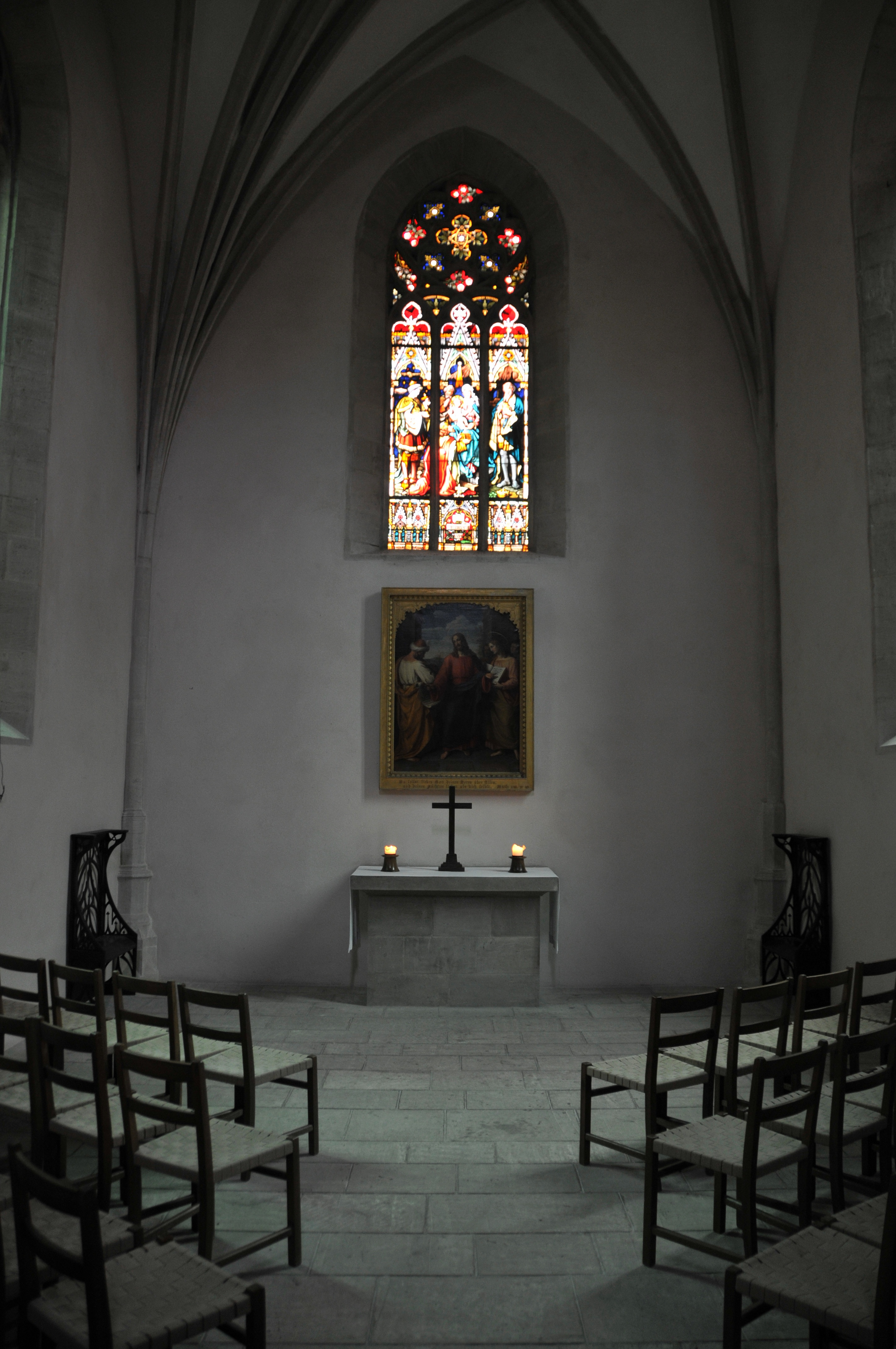
Dreikönigskapelle
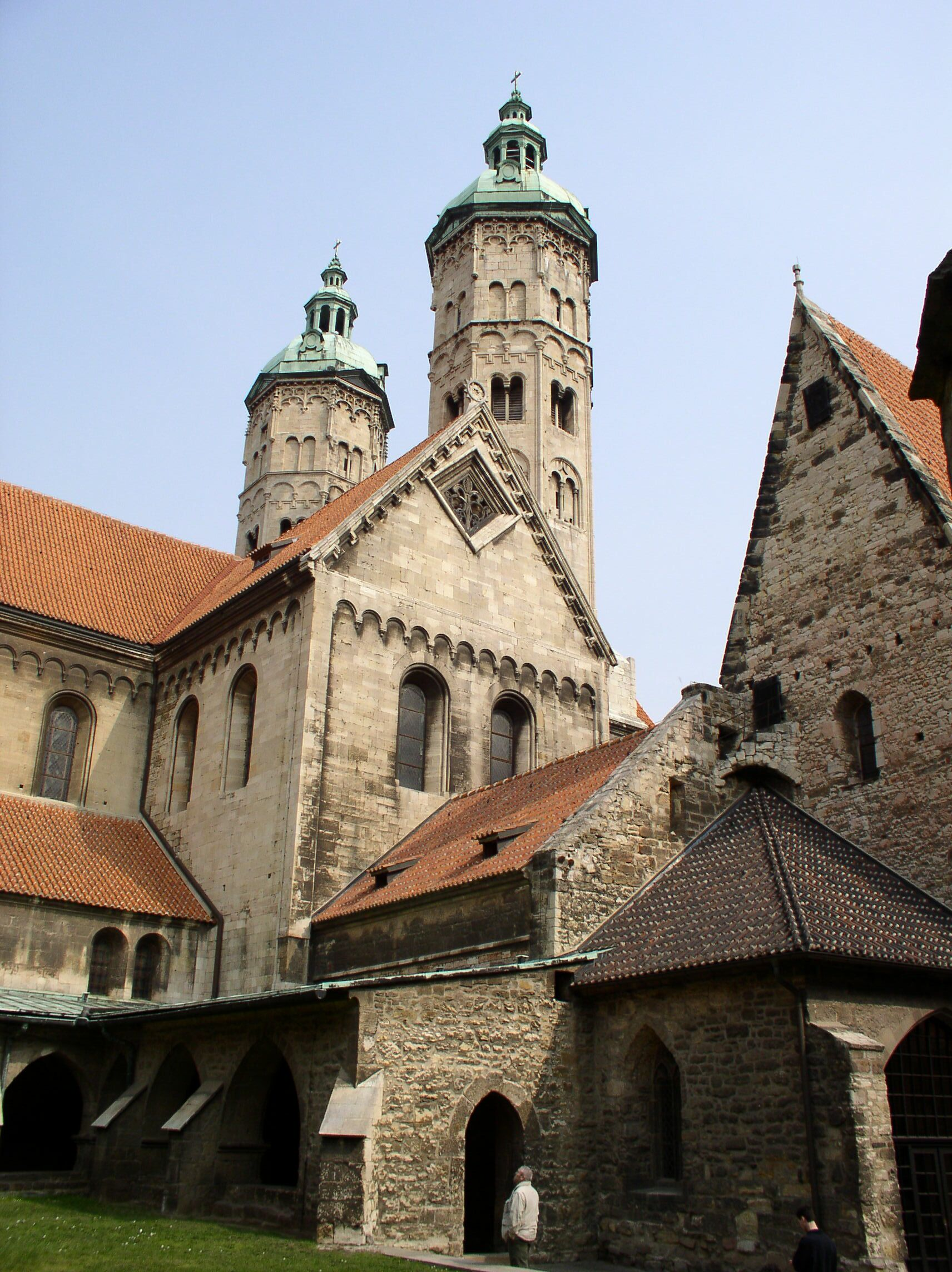
Vorhalle neben dem Querschiff, rechts die Dreikönigskapelle
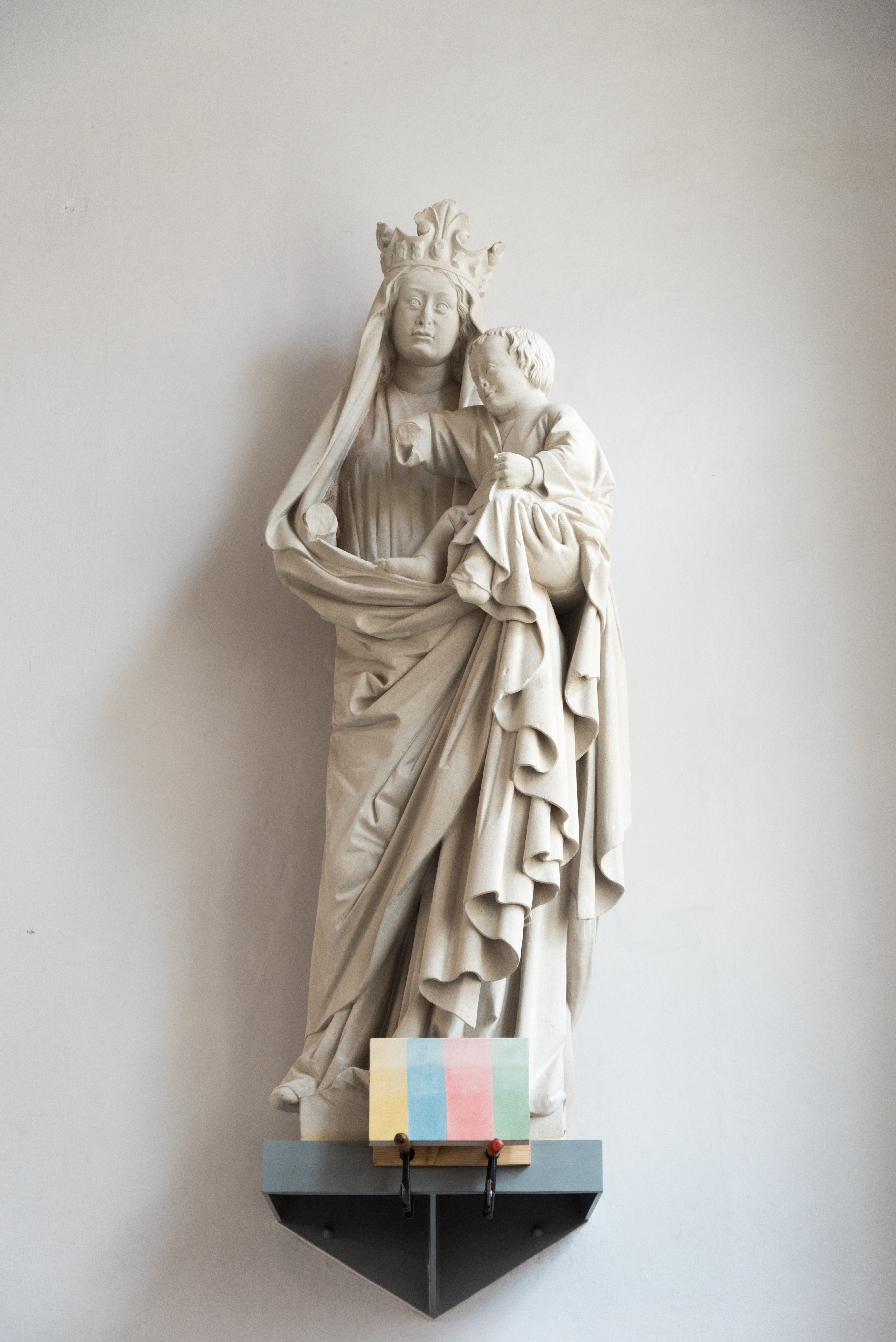
Maria mit Kind in der Marienpfarrkirche

### Marienpfarrkirche

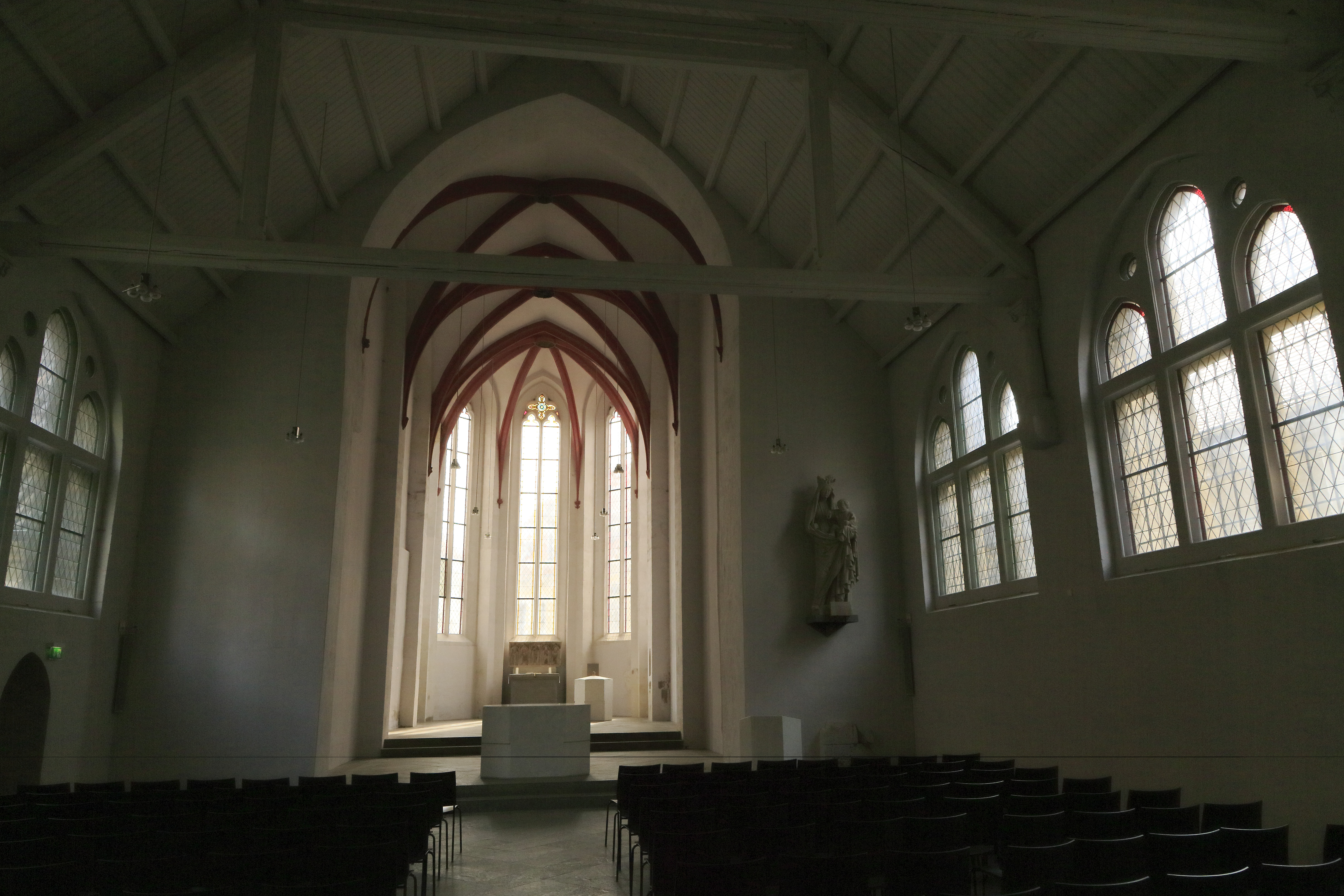
Marienkirche: neoromanische ehemalige Turnhalle, hochgotischer Chor

Die Marienpfarrkirche liegt südwestlich des Domes am Südtrakt des Kreuzganges. Ihr Vorgängerbau konnte zwar teilweise ergraben werden, sein Alter ist jedoch noch unbestimmt. Erhalten sind der Chor sowie Reste der Außenwände eines hochgotischen Neubaus, der urkundlich 1343 bezogen wurde. Die Kirche wurde vermutlich zusammen mit der Bischofskirche als Pfarrkirche der Domgemeinde gegründet. 1329 übergab man sie dem Domkapitel zur freien Verfügung.
Nach dem Brand von 1532 blieb sie eine Ruine. Der jetzt als Winterkirche dienende Raum wurde anstelle des Langhauses erst um 1900 als Turnhalle errichtet. Im Zuge der Landesausstellung 2011 erhielt die Marienkirche ebenfalls eine Orgel.

### Elisabethkapelle

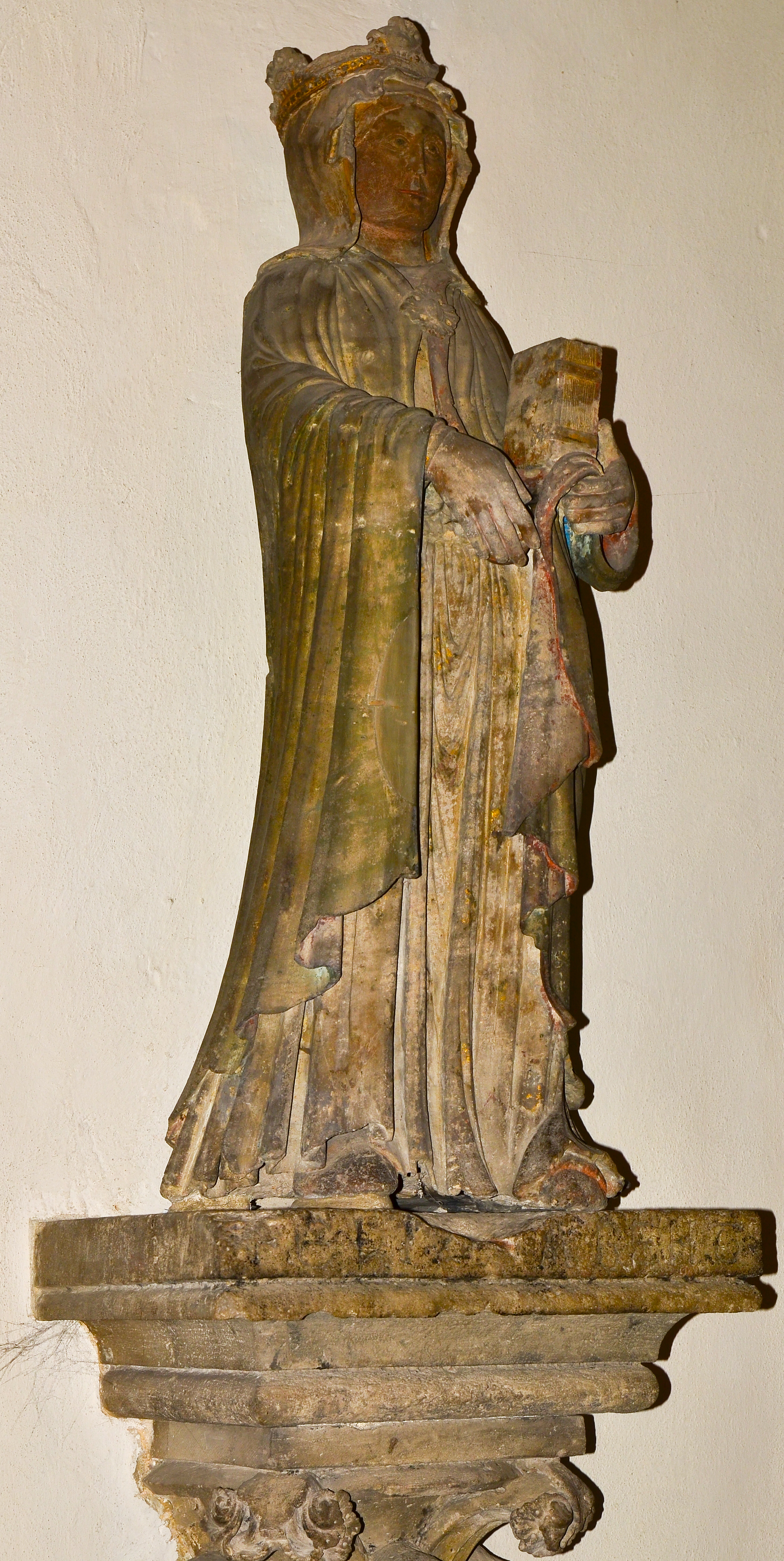
Elisabeth-Statue

Die Elisabethkapelle ist ein quadratischer Raum im Erdgeschoss des Nordwestturmes, der der Heiligen Elisabeth von Thüringen geweiht ist. Sie ist 2007, anlässlich des 800. Geburtstags Elisabeths, vom Innenraum des Domes wieder zugänglich gemacht worden und dient als Raum der Stille. Sie enthält neben einem Altar eine Elisabethstatue von um 1235 und drei Glasfenster, die von dem bekannten Maler Neo Rauch, einem Vertreter der Neuen Leipziger Schule 2007 gestaltet wurden. Die drei Fenster zeigen idealisierte Szenen aus dem Leben Elisabeths und sind mit Elisabeths Verabschiedung von ihrem Mann vor dem Aufbruch zum Kreuzzug, Kleiderspende an Bedürftige und Pflege von Kranken betitelt.

## Ausstattung
Von der Ausstattung des Doms blieb nicht viel erhalten, nicht zuletzt durch den Brand im Jahr 1532, die schwedische Besetzung und die eingreifende barocke Umgestaltung des Doms. Die wenigen erhaltenen Ausstattungsstücke werden teils im Dom, teils in dem neu eingerichteten Domschatzgewölbe aufbewahrt.

### Altäre

#### Marienaltäre

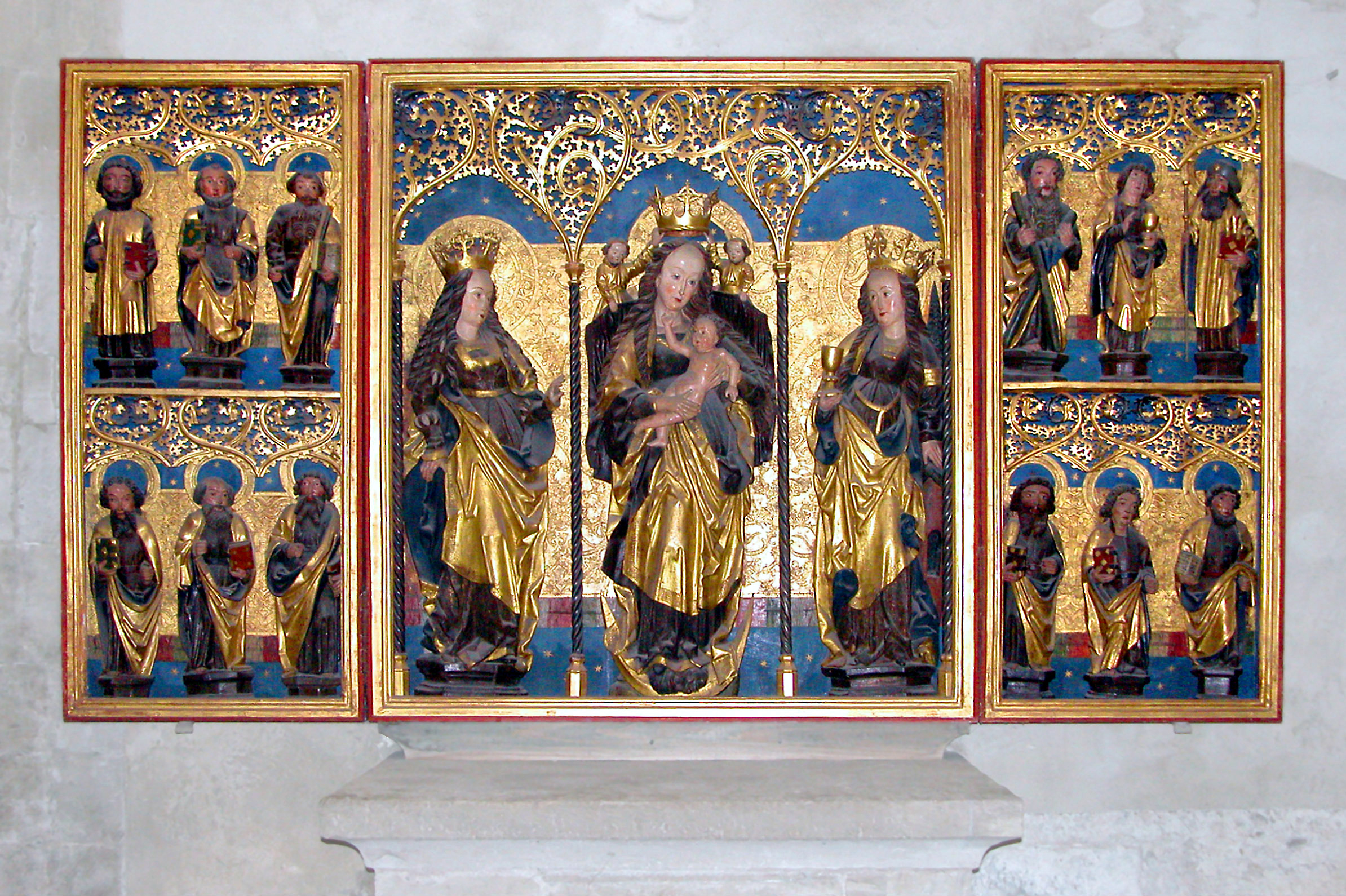
Marienretabel im Südquerhaus

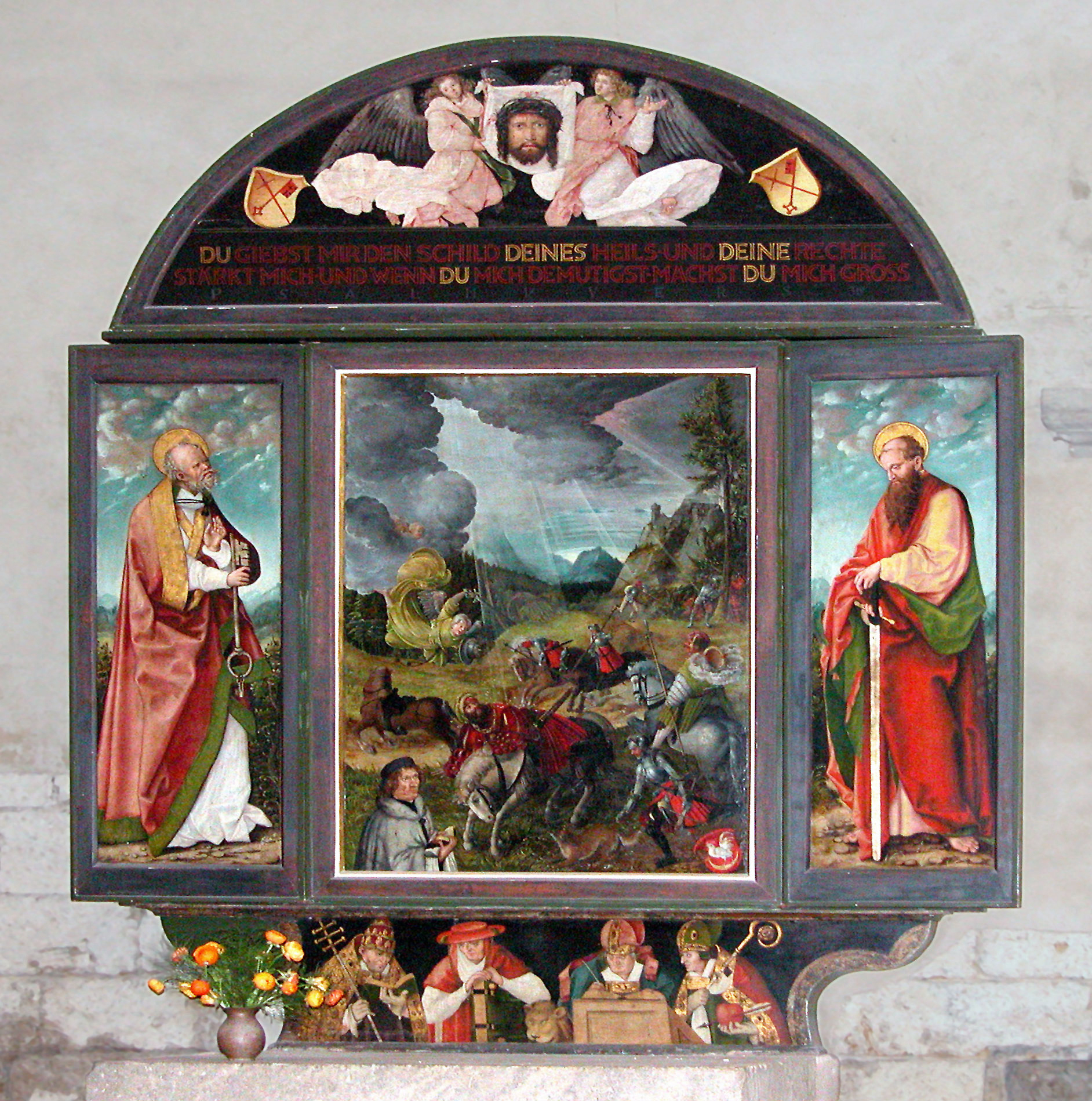
Flügelaltar im Nordquerhaus

Der Naumburger Dom besitzt noch mehrere Altäre. Im Hochchor steht der Hauptaltar. Auf der Mensa ist heute ein Steinretabel aufgestellt, das von dem ehemaligen Altar der Heiligen Felix und Adauctus stammt. Der Kreuzaltar befand sich früher wie üblich im Mittelschiff. Er wurde im 19. Jahrhundert durch den kleinen Altar im mittleren Joch des Lettners ersetzt. Zwei weitere Altäre stehen an den Ostwänden der Querhausarme. Auf dem Altar im Nordquerhaus ist ein Retabel aus der Werkstatt Georg Lembergers aufgestellt, auf dem im Südquerhaus ein Marienretabel aus der Zeit um 1500. Ein weiterer Altar befindet sich am Westende des südlichen Seitenschiffes.
Im Westchor blieb ebenfalls der Hauptaltar erhalten. Ein weiterer Altar steht auf der Bühne des Westlettners. Außerdem sind mehrere Altäre in den Kapellen des Doms erhalten.
Die meisten Retabel sind im Laufe der Zeit verlorengegangen. Reste der Ausstattung werden heute im Domschatzgewölbe gezeigt.

#### Cranachs Marienaltar und Triegels Mitteltafel (Cranach-Triegel-Altarretabel)
Im hochgotischen Westchor des 13. Jahrhunderts war auf den steinernen Altarblock im Jahr 1519 ein von Lukas Cranach geschaffenes Altarretabel mit einer nicht näher bekannten Mariendarstellung gestellt worden. Die gestalterischen Einzelheiten des gesamten Retabels sind nicht bekannt, da der Mittelteil mit der Mariendarstellung nach wenigen Jahren 1541 im reformatorischen Bildersturm zerstört und der verbliebene Rest abgebaut und eingelagert wurde.

Michael Triegel Sacra Conversazione 2022

Michael Triegel Der auferstandene Christus, 2022

Rund 500 Jahre später schuf Michael Triegel im Auftrag der evangelischen Domgemeinde in den Jahren von 2020 bis 2022 eine neue Mitteltafel mit einer neuen Marienszene als Sacra Conversazione sowie eine Predella. Das mit den herbeigeholten alten Seitentafeln vereinigte neue Mittelbild wurde als komplettiertes Altarretabel im Westchor aufgestellt und am 3. Juli 2022 von Landesbischof Friedrich Kramer geweiht.
Die neue Mitteltafel ist eine Kombination aus altmeisterlichen Maltechniken und modernen Details: „Der protestantische Theologe und Widerständler Dietrich Bonhoeffer ist zu sehen, ein alter Mann mit roter Baseball-Cap, Schafe, Laute und Flöte spielende Kinder. Es könnte auch eine Hippie- oder eine aus der Zeit gefallene Landkommune sein, in deren Mitte eine junge Maria in einem hellen fließenden Gewand mit blauem Kopfüberwurf das Zentrum des Bildes ist. Sie sieht ebenso ernst wie selbstbewusst aus und streckt den Betrachtern das ungnädig blickende Jesuskind entgegen.“ Auf der Rückseite Der auferstandene Christus. 73.000 Kirchenbesucher sollen in den ersten Monaten gekommen sein, um den Cranach-Triegel-Marienaltar zu sehen. Allerdings löste das neue Kunstwerk umgehend einen deutschlandweit im Feuilleton beachteten Kunsthistoriker- und Denkmalpflegerstreit aus: Vertreter von ICOMOS Deutschland, der Berater-Organisation der UNESCO, kritisierten, dass das rund 3,50 Meter hoch aufragende Retabel auf dem zuvor leeren Altarblock zu hoch sei und die berühmten Naumburger Stifterfiguren an den Wänden verdecken und in ihrer Wirkung beeinträchtigen würde. Es war sogar die Rede davon, dass der erst 2018 erlangte UNESCO-Welterbe-Status des vor allem wegen der Stifterfiguren ausgezeichneten Naumburger Doms gefährdet sei.
Anfang Dezember 2022 wurde das gesamte neue Altarretabel mit der Triegel-Mitteltafel wieder abgebaut, um es in der Folgezeit an verschiedenen Orten als Kunstwerk auszustellen. Zur Begründung für das Abräumen und die Wanderausstellung des nun Cranach-Triegel-Altarretabel genannten Kunstwerks äußerte Holger Kunde als Auftraggeber und Leiter der Vereinigten Domstifter „Wir wollten die Diskussion beruhigen“. Erste Station der Wanderausstellung war das Diözesanmuseum Paderborn. Das Retabel wurde im ersten Halbjahr 2025 in Naumburg zurückerwartet, worauf ICOMOS Deutschland bereits angekündigte, „dass sich das Welterbekomitee (...) noch einmal mit dem Fall beschäftigen wird – sollte der Altar je in den Westchor zurückkehren“.
In den folgenden Monaten hat sich das Komitee noch einmal mit dem Problemaltar befasst und seine Entscheidung revidiert. Der Altar durfte in der Adventszeit 2023 in den Naumburger Dom zurückkehren und seinen ursprünglichen Platz im Westchor wieder einnehmen. Die internationale Organisation Future for Religious Heritage hat das neue Retabel zum Religious Heritage Innovator of the Year 2023 gekürt. Und die Organisation der Vereinigten Naumburger Domstifter wurde für „diese herausragende Leistung für das religiöse Erbe“ ausdrücklich geehrt. Inzwischen ist es wieder im Westchor aufgestellt.

### Skulpturen
Außer den Skulpturen aus der Werkstatt des Naumburger Meisters befinden sich weitere, bedeutende Skulpturen im Dom. Besonders bemerkenswert ist die Statue der Heiligen Elisabeth von Thüringen in der Erdgeschosskapelle des Nordwestturmes aus der Zeit um 1235. Sie gehört zu den ältesten bildlichen Darstellungen der Heiligen.

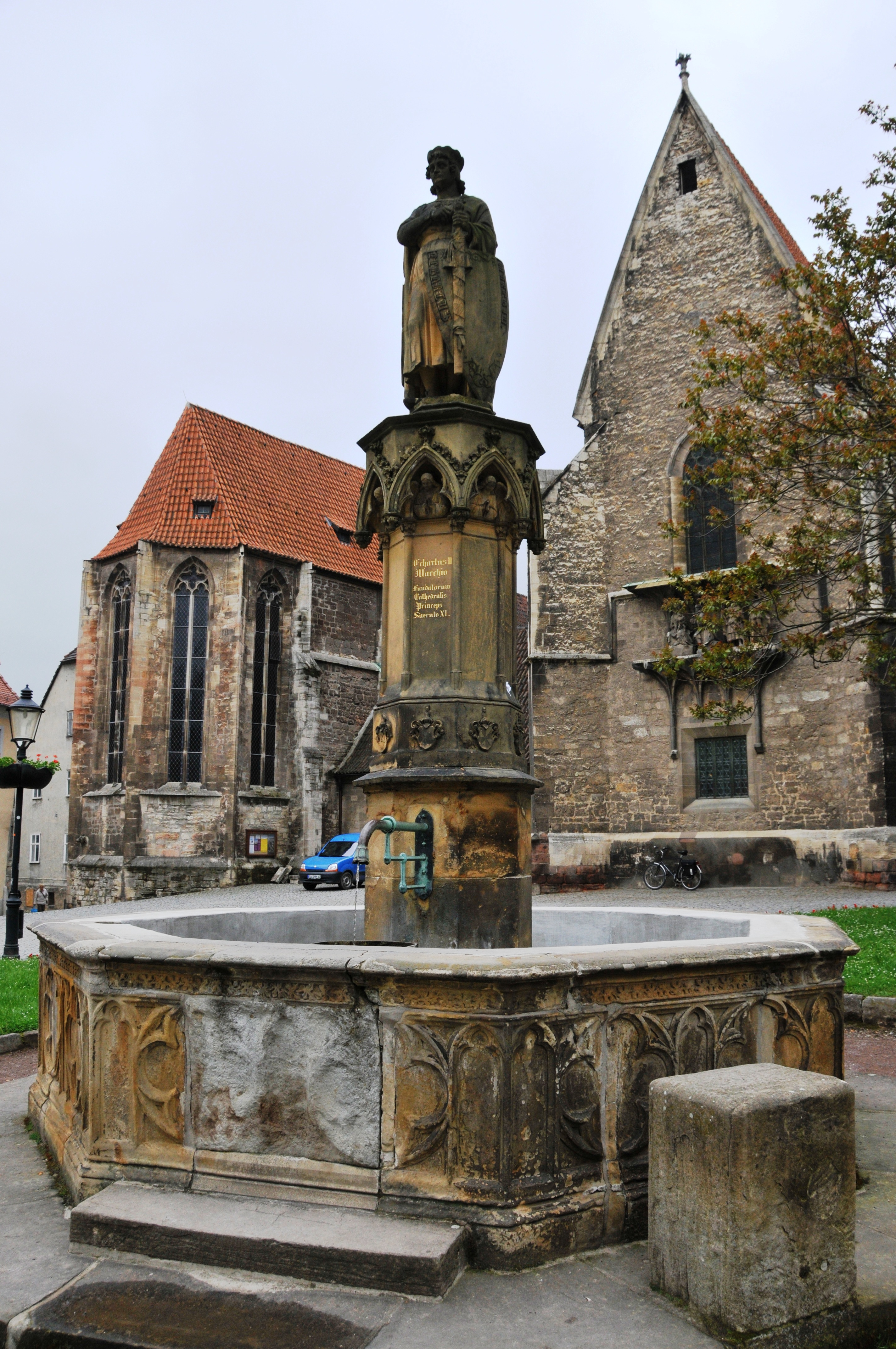
Ekkehard-Brunnen, im Hintergrund die Marienpfarrkirche (links) und die Dreikönigskapelle (rechts)

Auf dem Platz vor dem Kircheneingang steht ein Brunnen, der „Echartus II.“ (Ekkehard) gewidmet ist.

### Gestühle und Lesepulte

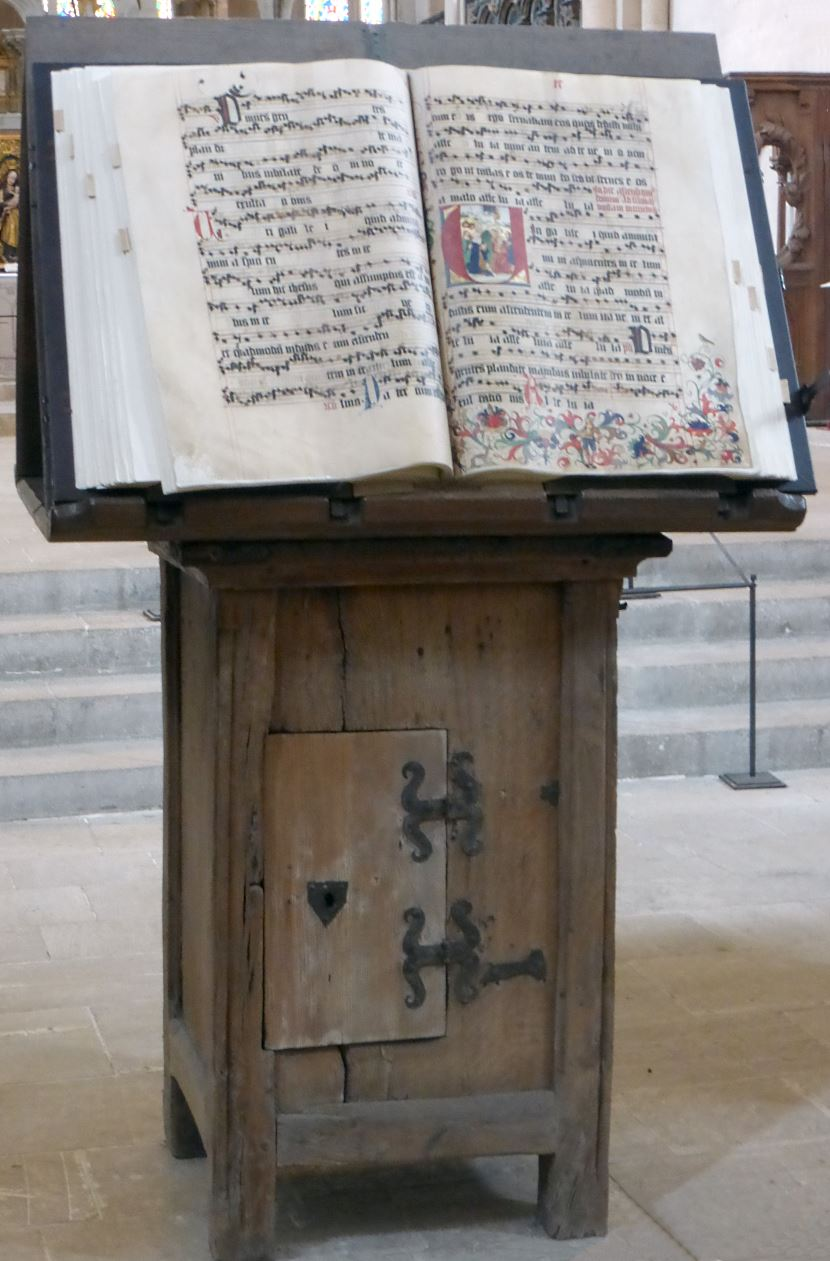
Lesepult mit Choralbuch auf der Empore in der Vierung

In der Vierung stehen noch Gestühle, die zum Teil aus der Bauzeit des spätromanischen Doms stammen. Zu nennen ist ferner ein Gestühl aus dem beginnenden 15. Jahrhundert. Außerdem wird im Dom ein Gestühl aus der Zeit um 1260 aufbewahrt, das vielleicht zur ursprünglichen Ausstattung des Westchores gehörte.
Inmitten der alten Gestühle stehen drei Lesepulte aus dem 15. Jahrhundert. Zwei Lesepulte sind für jeweils Leser und Bearbeiter durch gegenüberliegend angeordnete Arbeitsplatten ausgelegt. Ein Lesepult ist ein Soloarbeitsplatz. Unter den Arbeitsplatten aller Lesepulte sind zum Teil verschließbare Einrichtungen zur Aufbewahrung von Utensilien eingearbeitet.

### Grabmäler

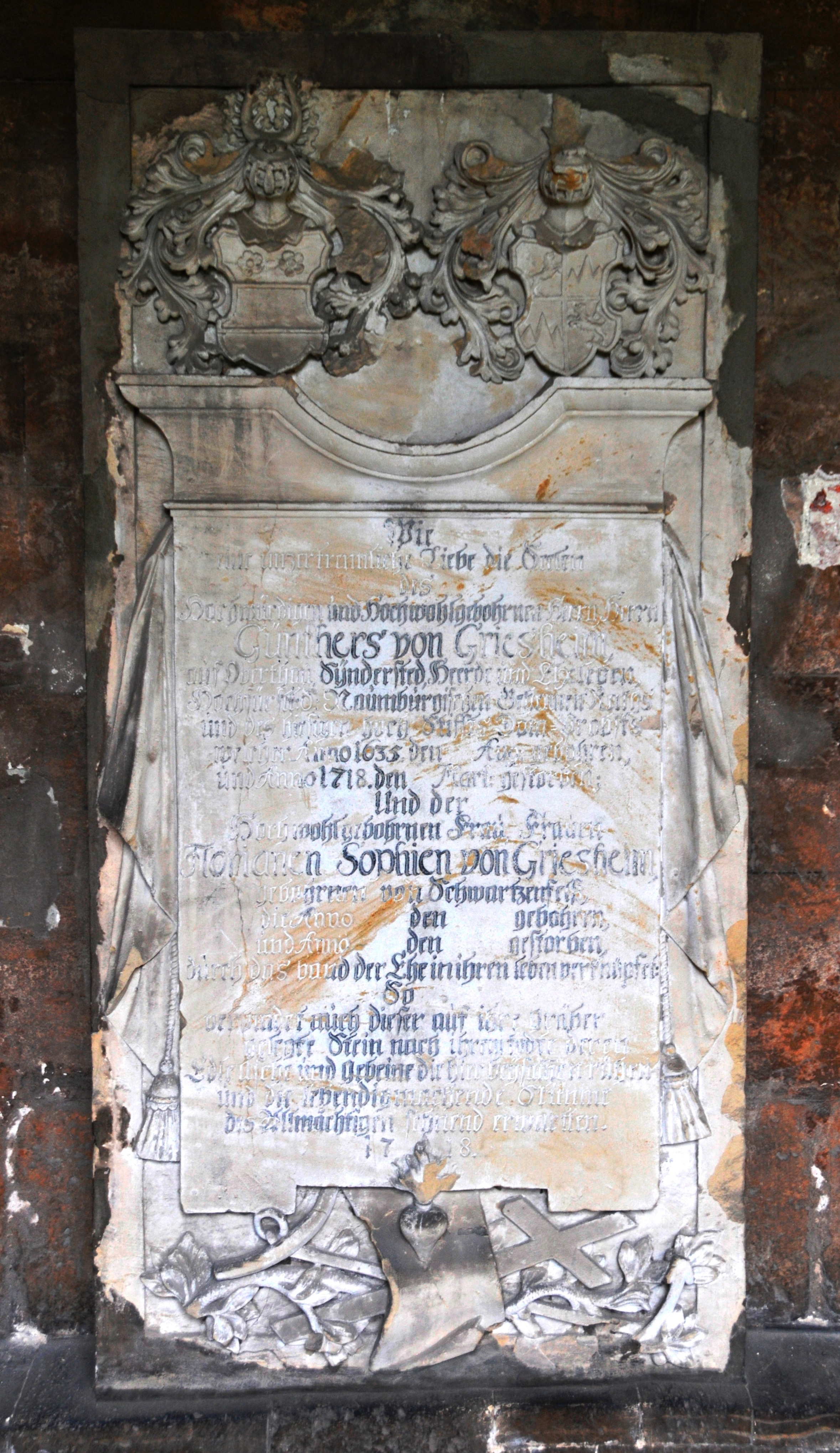
Grabplatte des Günther von Griesheim (* 1635, † 1718) im Kreuzgang. Der Name von Gemahlin Sophie ist schon eingraviert, jedoch fehlen ihre Geburts- und Sterbedaten.

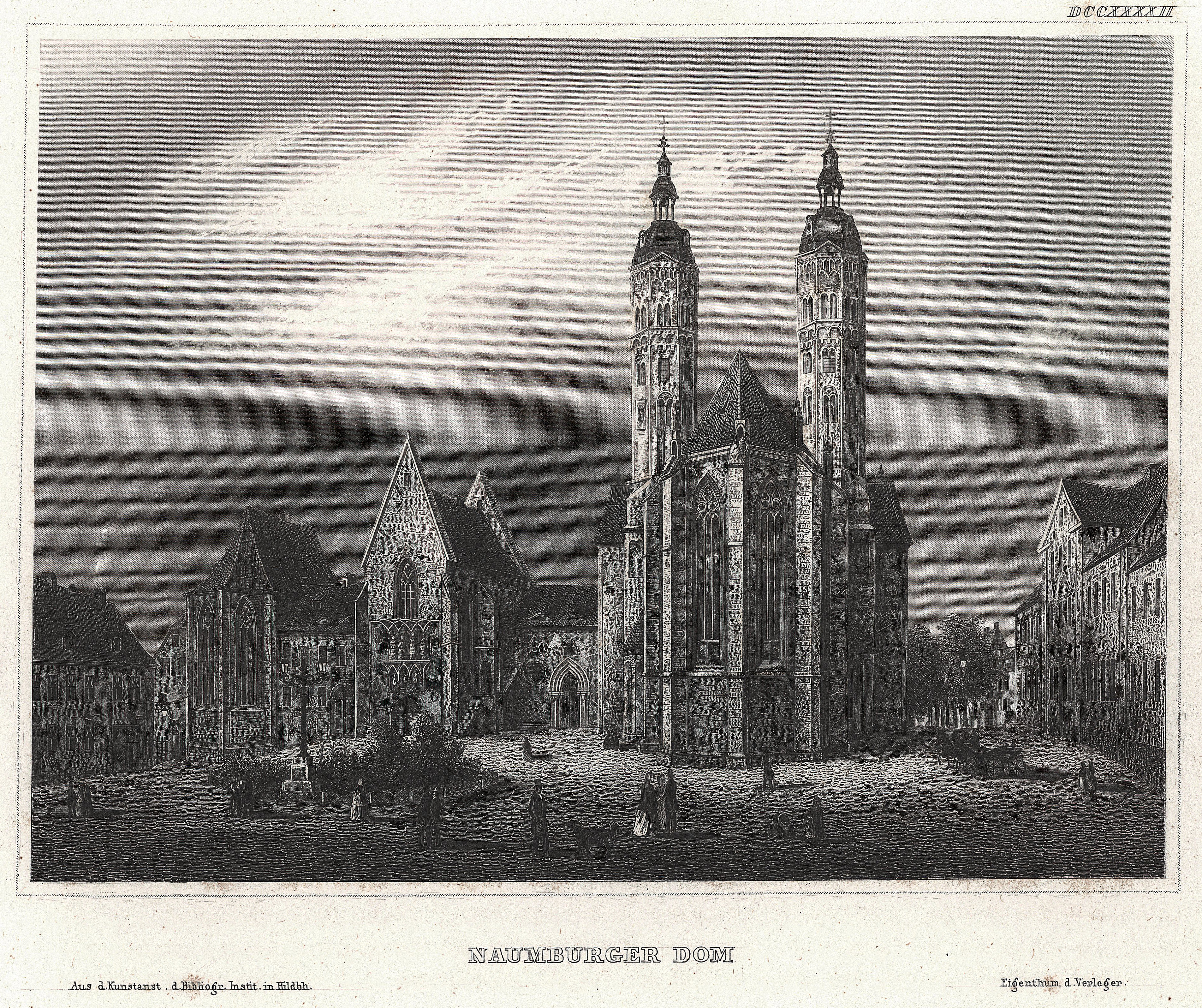
Stahlstich von 1854

Im Dom und in der Klausur sind sehr viele Grabsteine erhalten. Die ältesten stammen aus dem 13. und 14. Jahrhundert. Viele zeigen bildliche Darstellungen der Verstorbenen, die meisten tragen Inschriften. Ihre Gestaltung erlaubt einen sehr guten Überblick über die Entwicklung der Grabmalsskulptur seit dem 13. Jahrhundert in Mitteldeutschland.
Im Ostchor befindet sich die farblich gestaltete und gut erhaltene Grabplatte des Bischofs Dietrich II. von Meißen. Aus dessen Grablegung ist das aus Elfenbein gefertigte obere Endstück des Bischofsstabes in einem separaten Raum (Ausstellung von Altären, Skulpturen usw.) zu besichtigen.

### Domfriedhof
In unmittelbarer Nähe des Bauwerks befindet sich der Domfriedhof Naumburg, der historisch zum Areal gehört. Einige Gräber und Grabsteine weisen auf mehrere Domherren hin, die teils noch zusätzlich in der Domkirche Erinnerungstafeln aus Metall besitzen.

### Orgel
Die Firma Eule erbaute 1983 eine Orgel mit 28 Registern auf zwei Manualen und Pedal. Die Orgel hat folgende Disposition:
| I Hauptwerk C–g3 |                 |        |
| 1.               | Pommer          | 16′    |
| 2.               | Prinzipal       | 08′    |
| 3.               | Spillpfeife     | 08′    |
| 4.               | Oktave          | 04′    |
| 5.               | Spitzflöte      | 04′    |
| 6.               | Waldflöte       | 02′    |
| 7.               | Rauschpfeife II | 02 ⁄3′ |
| 8.               | Mixtur IV–V     | 01 ⁄3′ |
| 9.               | Tonus fabri II  | 02⁄3′  |
| 10.              | Trompete        | 08′    |

| II Brustwerk C–g3 |                |        |
| 11.               | Holzgedackt    | 08′    |
| 12.               | Quintade       | 08′    |
| 13.               | Salicional     | 08′    |
| 14.               | Prinzipal      | 04′    |
| 15.               | Rohrflöte      | 04′    |
| 16.               | Oktave         | 02′    |
| 17.               | Sifflet        | 01′    |
| 18.               | Sesquialter II | 02 ⁄3′ |
| 19.               | Scharff IV     | 02⁄3′  |
| 20.               | Krummhorn      | 08′    |
|                   | Tremulant      |        |

| Pedal C–f1 |                |         |
| 21.        | Subbass        | 16′     |
| 22.        | Prinzipalbass  | 08′     |
| 23.        | Bassgedackt    | 08′     |
| 24.        | Dolkan         | 04′     |
| 25.        | Basszink III   | 05 1⁄3′ |
| 26.        | Hintersatz III | 02 ⁄3′  |
| 27.        | Fagott         | 16′     |
| 28.        | Klarine        | 04′     |

- Koppeln: II/I, I/P, II/P
- Spielhilfen: 6 Setzerkombinationen, Organo pleno, Zungen ab, Schweller Brustwerk

### Glocken
Der Dom hat ein historisches vierstimmiges Geläut, das seit 2005 auch wieder erklingt, nachdem die Aufhängung der Glocken erneuert worden ist.
| Gussjahr | Gießer                       | Nominal |
| -------- | ---------------------------- | ------- |
| 1765     | Johann Georg Ulrich (Laucha) | ais0    |
| 1502     | Geert van Wou                | e1      |
| 1503     | Harmen Koster (Hildesheim)   | fis1    |
| 1600     | Melchior Moerinck (Erfurt)   | gis1    |

## Domprediger
Als (Erste) Domprediger amtierten:
- 1542–1544: Caspar Löner
- 1544–1545: Georg Mohr
- 1545–1555: Magnus Brunca[24]
- 1560–1565: Joachim Heinze (Hayntz)
- 1592–1626: Johannes Rosinus[25]
- 1630–1655: Johann Capito[26]
- 1655–1685: Johann Zader[27]
- 1685–1690: Peter Losse
- 1690–1695: Friedrich Weise
- ????–1800: Johann Christian Förster
- 1801–1810: Johann Friedrich Krause
- 1851–1882: August Mitzschke[28]
- 1882–1884: Paul Rothmaler
- 1889–1907: Wilhelm Zschimmer
- 1908–1914: Max von Gersdorff (Superintendent)
- 1915–1923: Hermann Vopel
- 1923–1939: Ernst Adolf Merensky
- 1940: Ernst Albrecht Uhl
- 1988–2001: Waldemar Schewe
- seit 2016: Michael Bartsch

## Aufnahme in das Welterbe
Der Weg zur Aufnahme des Naumburger Doms in das kulturelle Welterbe begann 1998 mit der Aufnahme in die Tentativliste Deutschlands. 2005 wurde der Antragsgegenstand auf die umliegende Kulturlandschaft ausgedehnt und im Februar 2014 der Antrag mit dem Titel Der  Naumburger  Dom  und  die hochmittelalterliche  Herrschaftslandschaft  an  Saale  und  Unstrut beim Welterbekomitee eingereicht. Auf dessen 39. Sitzung am 5. Juli 2015 in Bonn wurde der Antrag jedoch mit der Bitte um Überarbeitung und Neueinreichung zurückgewiesen. Im Februar 2016 wurde der überarbeitete Antrag eingereicht. Auf der 41. Sitzung des Welterbekomitees am 7. Juli in Krakau wurde der Antrag wieder zurückgewiesen, diesmal mit dem Hinweis zur Konzentrierung auf den Dom. In wenigen Monaten wurde der Antrag entsprechend eingekürzt und im Februar 2016, jetzt nur noch mit dem Titel Naumburger Dom zum dritten Mal eingereicht. Zu der 42. Sitzung des Welterbekomitees in Manama (Bahrain) empfahl der Internationale Rat für Denkmalpflege (ICOMOS) in seinem Gutachten aber erneut, den Naumburger Dom nicht in die Welterbeliste aufzunehmen, da dessen Gutachter keinen außergewöhnlichen universellen Wert der Stätte erkennen konnten. Um trotzdem in die Welterbeliste aufgenommen zu werden, musste erstens vor der Sitzung eines der 21 im Welterbekomitee zu diesem Zeitpunkt vertreten Länder einen Änderungsantrag einbringen, diesen schriftlich begründen und an das Sekretariat der Komiteesitzung schicken und zweitens eine Mehrheit der 21 Mitglieder für diesen Änderungsantrag stimmen. Das Land, das diesen Änderungsantrag für den Naumburger Dom einbrachte, war St. Kitts und Nevis, und auf der Sitzung am 1. Juli 2018 stimmte eine Mehrheit dem Antrag zu.
In einem Festakt im Naumburger Dom wurde die Urkunde zur Aufnahme in das Welterbe am 21. Oktober 2018 von der Staatsministerin im Auswärtigen Amt, Michelle Müntefering an Reiner Haseloff, den Ministerpräsidenten des Landes Sachsen-Anhalt übergeben. Zugegen bei diesem Festakt war auch die Delegation des Welterbekomitees aus St. Kitts und Nevis.

## Roman
zum Naumburger Meister:
- Rosemarie Schuder: Der Ketzer von Naumburg. 1955. (Neuausgabe: BS-Verlag, Rostock 2005, ISBN 3-89954-133-2)

## Filme
- Mitteldeutscher Rundfunk (MDR): „Die Schöne und der Meister“, die Wunder des Naumburger Doms, Doku, Dtl. 2010, 28 min.
- Deutsche Welle: Die Welt der Uta – Der Naumburger Dom, Doku, 2018, 26 min.